# Дискография The Rolling Stones
Дискография британской рок-группы The Rolling Stones включает в себя 29 студийных альбомов, 24 концертных альбома, 27 мини-альбомов, 32 видеоальбома, 91 сборник и 109 синглов.
В 1964 году вышел дебютный одноименный альбом, а также альбом 12 X 5. Дебютный альбом добился большого успеха, он продержался на первой позиции в UK Albums Chart почти два с половиной месяца. В следующем году группа выпустила сразу четыре альбома. В альбомах Aftermath, Between the Buttons и Their Satanic Majesties Request группа в основном фокусировалась на психоделическом роке. Aftermath поднялся на вершину сразу двух хит-парадов. В 1968 году вышел альбом Beggars Banquet, группа постепенно отошла от психоделики и возвратилась к блюзовым корням. Через год вышел Let It Bleed, очередной альбом занявший первую позицию в британском чарте. Sticky Fingers достиг вершины хит-парадов в шести странах. Это первый альбом, выпущенный после смерти Брайана Джонса. Через год вышел альбом Exile on Main St. Альбом произвел настоящий фурор, попал в 22 чарта, в Америке стал трижды платиновым. После, группа выпускала по одному в год два альбома. В 1976 году новый альбом Black and Blue возглавил три чарта. Это был первый альбом группы, в котором принимал участие Ронни Вуд. Через 2 года вышел Some Girls, попавший в 13 чартов в 1978 году, а также переиздание 2011 года попало в британский и американский хит-парады. Tattoo You — последний альбом группы, возглавивший американский чарт. С 1983 по 1989 год группа выпустила ещё три альбома. В 1994 году вышел Voodoo Lounge, попавший во множество чартов и получивший десять сертификаций. На данный момент последние три альбома Bridges to Babylon, A Bigger Bang и Blue and Lonesome заняли позиции в более чем двадцати хит-парадах и получили свыше десятка сертификаций.
14 песен группы входят в список 500 величайших песен всех времён по версии журнала Rolling Stone, а 10 альбомов входят в список 500 величайших альбомов всех времён по версии журнала Rolling Stone.
Группа выпустила в Великобритании двадцать три студийных и восемь концертных альбомов (в США, соответственно, — 25 и 9). Двадцать один сингл входил в первую десятку UK Singles Chart, 8 из них поднимались на вершину хит-парада; соответствующие показатели Rolling Stones в Billboard Hot 100 — 28 и 8. Общемировой тираж альбомов Rolling Stones превысил 250 миллионов, 200 миллионов из них были проданы в США. В 1989 году Rolling Stones были включены в Зал славы рок-н-ролла, а в 2004 году заняли четвёртое место в списке 50 величайших исполнителей всех времён по версии журнала Rolling Stone.
| Сокращения названий стран (по стандарту ГОСТ 7.67) | Сокращения названий стран (по стандарту ГОСТ 7.67)                                                                                     | |
| --- | --- | --- |
| \| - АВТ — Австрия - АВС — Австралия - БЕЛ — Бельгия - КАН — Канада - ШВА — Швейцария - ИСП — Испания - ГЕР — Германия - ДАН — Дания - ЮЖН — Южно-Африканская Республика \| - ВЕН — Венгрия - ФИН — Финляндия - ФРА — Франция - ВЕЛ — Великобритания - ГРЕ — Греция - ИРЯ — Ирландия - ИТА — Италия - ЯПО — Япония \| - НИД — Нидерланды - НОР — Норвегия - НОЗ — Новая Зеландия - США — Соединённые Штаты Америки - ШВЕ — Швеция - ЕВР — Европейский Союз - СИН — Сингапур - МАЗ — Малайзия \| | | |
| - АВТ — Австрия - АВС — Австралия - БЕЛ — Бельгия - КАН — Канада - ШВА — Швейцария - ИСП — Испания - ГЕР — Германия - ДАН — Дания - ЮЖН — Южно-Африканская Республика | - ВЕН — Венгрия - ФИН — Финляндия - ФРА — Франция - ВЕЛ — Великобритания - ГРЕ — Греция - ИРЯ — Ирландия - ИТА — Италия - ЯПО — Япония | - НИД — Нидерланды - НОР — Норвегия - НОЗ — Новая Зеландия - США — Соединённые Штаты Америки - ШВЕ — Швеция - ЕВР — Европейский Союз - СИН — Сингапур - МАЗ — Малайзия |

## Студийные альбомы
| Год                                                                   | Детали | Максимальная позиция | Максимальная позиция | Максимальная позиция | Максимальная позиция | Максимальная позиция | Максимальная позиция | Максимальная позиция | Максимальная позиция | Максимальная позиция | Максимальная позиция | Максимальная позиция | Максимальная позиция | Максимальная позиция | Максимальная позиция | Максимальная позиция | Максимальная позиция | Максимальная позиция | Максимальная позиция | Максимальная позиция | Максимальная позиция | Сертификат |
| Год                                                                   | Детали | ВЕЛ                  | США                  | АВС                  | ФРА                  | ГЕР                  | НИД                  | КАН                  | ШВЕ                  | АВТ                  | БЕЛ                  | ФИН                  | ВЕН                  | ЯПО                  | НОЗ                  | НОР                  | ШВА                  | ДАН                  | ИТА                  | ИСП                  | ЕВР                  | Сертификат |
| --------------------------------------------------------------------- | --- | -------------------- | -------------------- | -------------------- | -------------------- | -------------------- | -------------------- | -------------------- | -------------------- | -------------------- | -------------------- | -------------------- | -------------------- | -------------------- | -------------------- | -------------------- | -------------------- | -------------------- | -------------------- | -------------------- | -------------------- | --- |
| 1964                                                                  | The Rolling Stones Детали - Релиз: 16 апреля - Лейбл: Decca Records, London Records - Формат: LP, CD, SACD, CS, ЦД      | 1                    | 11                   | —                    | 45                   | 2                    | —                    | —                    | —                    | —                    | —                    | —                    | —                    | —                    | —                    | —                    | —                    | —                    | —                    | —                    | —                    | Список - : Золотой - : Платиновый |
| 1964                                                                  | 12 X 5 Детали - Релиз: 17 октября - Лейбл: London Records - Формат: LP, CD, SACD, ЦД                                    | —                    | 3                    | —                    | —                    | —                    | —                    | —                    | —                    | —                    | —                    | —                    | —                    | —                    | —                    | —                    | —                    | —                    | —                    | —                    | —                    | Список - : Золотой |
| 1965                                                                  | The Rolling Stones No. 2 Детали - Релиз: 15 января - Лейбл: Decca Records - Формат: LP, CD, ЦД                          | 1                    | —                    | —                    | —                    | 1                    | —                    | —                    | —                    | —                    | —                    | —                    | —                    | —                    | —                    | —                    | —                    | —                    | —                    | —                    | —                    | |
| 1965                                                                  | The Rolling Stones, Now! Детали - Релиз: 13 февраля - Лейбл: London Records - Формат: LP, CD, SACD                      | —                    | 5                    | —                    | —                    | —                    | —                    | —                    | —                    | —                    | —                    | —                    | —                    | —                    | —                    | —                    | —                    | —                    | —                    | —                    | —                    | Список - : Золотой |
| 1965                                                                  | Out of Our Heads Детали - Релиз: 30 июля - Лейбл: Decca Records - Формат: LP, CD, SACD, ЦД                              | 2                    | 1                    | —                    | 7                    | 2                    | —                    | —                    | —                    | —                    | —                    | —                    | —                    | —                    | —                    | —                    | —                    | —                    | 23                   | —                    | —                    | Список - : Платиновый |
| 1965                                                                  | December's Children (And Everybody's) Детали - Релиз: 4 декабря - Лейбл: London Records - Формат: LP, CD, SACD          | —                    | 4                    | —                    | —                    | —                    | —                    | —                    | —                    | —                    | —                    | —                    | —                    | —                    | —                    | —                    | —                    | —                    | —                    | —                    | —                    | Список - : Золотой |
| 1966                                                                  | Aftermath Детали - Релиз: 15 апреля - Лейбл: Decca Records, London Records - Формат: LP, CD, CS, SACD                   | 1                    | 2                    | —                    | 25                   | 1                    | —                    | —                    | —                    | —                    | —                    | —                    | —                    | —                    | —                    | —                    | —                    | —                    | 10                   | —                    | —                    | Список - : Платиновый - :Серебряный |
| 1967                                                                  | Between the Buttons Детали - Релиз: 20 января - Лейбл: Decca Records - Формат: LP, CD, CS, SACD                         | 3                    | 2                    | —                    | 25                   | 2                    | —                    | —                    | —                    | —                    | —                    | —                    | —                    | —                    | —                    | 2                    | —                    | —                    | 18                   | —                    | —                    | Список - : Золотой |
| 1967                                                                  | Their Satanic Majesties Request Детали - Релиз: 8 декабря - Лейбл: Decca Records - Формат: LP, CD, SACD, CS, ЦД         | 3                    | 2                    | —                    | 1                    | 4                    | —                    | —                    | —                    | —                    | —                    | —                    | —                    | —                    | —                    | 2                    | —                    | —                    | —                    | —                    | —                    | Список - : Золотой |
| 1968                                                                  | Beggars Banquet Детали - Релиз: 6 декабря - Лейбл: Decca Records - Формат: LP, CD, SACD, CS, ЦД                         | 3                    | 5                    | —                    | 1                    | 8                    | —                    | 3                    | —                    | —                    | —                    | —                    | —                    | —                    | —                    | 2                    | —                    | —                    | 23                   | —                    | —                    | Список - : Платиновый - : Золотой - : Золотой |
| 1969                                                                  | Let It Bleed Детали - Релиз: 5 декабря - Лейбл: Decca Records - Формат: LP, CD, SACD, CS, Stereo 8, ЦД                  | 1                    | 3                    | —                    | 1                    | 3                    | —                    | 4                    | —                    | 2                    | —                    | —                    | —                    | —                    | —                    | 2                    | —                    | —                    | 7                    | —                    | —                    | Список - : 2×Платиновый - : Платиновый - : Платиновый |
| 1971                                                                  | Sticky Fingers Детали - Релиз: 23 апреля - Лейбл: Rolling Stones Records - Формат: LP, CD, SACD, CS, Stereo 8           | 1                    | 1                    | 37                   | —                    | 1                    | —                    | 1                    | 2                    | 4                    | —                    | 3                    | —                    | —                    | —                    | 1                    | —                    | —                    | 5                    | 1                    | —                    | Список - : 3×Платиновый - : Золотой - : Золотой - : Золотой |
| 1972                                                                  | Exile on Main St. Детали - Релиз: 12 мая - Лейбл: Rolling Stones Records - Формат: 2×LP, CD (+DVD), SACD, CS            | 1                    | 1                    | 6                    | 8/97                 | 2                    | 1                    | 1                    | 1                    | 7                    | 8/9                  | 25                   | —                    | 12                   | 4                    | 1                    | 8                    | 5                    | 4                    | 2                    | —                    | Список - : 3×Платиновый - : Золотой - : Платиновый - : Золотой |
| 1973                                                                  | Goats Head Soup Детали - Релиз: 31 августа - Лейбл: Rolling Stones Records - Формат: LP, CD, CS                         | 1                    | 1                    | —                    | 1                    | 2                    | 1                    | 1                    | 3                    | 5                    | 4                    | —                    | —                    | —                    | —                    | 1                    | —                    | —                    | 8                    | —                    | —                    | Список - : 3×Платиновый - : Золотой - : Золотой |
| 1974                                                                  | It's Only Rock 'n Roll Детали - Релиз: 16 октября - Лейбл: Rolling Stones Records - Формат: LP, CD, CS                  | 2                    | 1                    | —                    | 1                    | 12                   | 5                    | 5                    | 4                    | 6                    | —                    | —                    | —                    | —                    | —                    | 3                    | —                    | —                    | 6                    | —                    | —                    | Список - : Платиновый - : Золотой - : Золотой |
| 1976                                                                  | Black and Blue Детали - Релиз: 23 апреля - Лейбл: Rolling Stones Records - Формат: LP, CD, CS, Stereo 8                 | 2                    | 1                    | —                    | 1                    | 15                   | 1                    | 2                    | —                    | —                    | —                    | —                    | —                    | —                    | —                    | 2                    | —                    | —                    | 11                   | —                    | —                    | Список - : Платиновый - : Золотой - : Золотой |
| 1978                                                                  | Some Girls Детали - Релиз: 9 июня - Лейбл: Rolling Stones Records - Формат: LP, CD, CS, Stereo 8, ЦД                    | 2/58                 | 1/46                 | 2                    | 2                    | 6                    | 3                    | 1                    | 5                    | —                    | 83                   | —                    | —                    | 46                   | 2                    | 3                    | 48                   | —                    | 6                    | —                    | —                    | Список - : 6×Платиновый - : Золотой - : Золотой |
| 1980                                                                  | Emotional Rescue Детали - Релиз: 20 июня - Лейбл: Rolling Stones Records - Формат: LP, CD, CS, Stereo 8                 | 1                    | 1                    | 5                    | 3                    | 2                    | 1                    | 1                    | —                    | —                    | —                    | —                    | —                    | 6                    | —                    | 4                    | —                    | —                    | 5                    | 5                    | —                    | Список - : 2×Платиновый - : Золотой - : Золотой |
| 1981                                                                  | Tattoo You Детали - Релиз: 24 августа - Лейбл: Rolling Stones Records - Формат: LP, CD, CS                              | 2                    | 1                    | 1                    | 1                    | 3                    | 1                    | 1                    | 3                    | —                    | 4                    | —                    | —                    | —                    | —                    | 3                    | —                    | —                    | 3                    | —                    | —                    | Список - : 4×Платиновый - : Золотой - : Золотой - : 4×Платиновый - : Золотой - : Золотой |
| 1983                                                                  | Undercover Детали - Релиз: 7 ноября - Лейбл: Rolling Stones Records - Формат: LP, CD, CS                                | 3                    | 4                    | —                    | 11                   | 2                    | —                    | 2                    | —                    | —                    | —                    | —                    | —                    | —                    | —                    | 3                    | 5                    | —                    | 10                   | —                    | —                    | Список - : Платиновый - : Золотой |
| 1986                                                                  | Dirty Work Детали - Релиз: 24 марта - Лейбл: Rolling Stones Records, CBS Records - Формат: LP, CD, CS                   | 4                    | 4                    | 3                    | 9                    | 2                    | —                    | 2                    | —                    | —                    | —                    | —                    | —                    | 4                    | —                    | 3                    | 1                    | —                    | 3                    | —                    | —                    | Список - : Платиновый - : Золотой - : Золотой - : Золотой - : Платиновый |
| 1989                                                                  | Steel Wheels Детали - Релиз: 29 августа - Лейбл: Rolling Stones Records - Формат: LP, CD, CS                            | 2                    | 3                    | 7                    | 6                    | 2                    | —                    | 1                    | —                    | —                    | —                    | —                    | —                    | 5                    | —                    | 1                    | 2                    | —                    | 5                    | —                    | —                    | Список - : 2×Платиновый - : Золотой - : Золотой - : 2×Золотой - : Золотой - : Золотой - : Золотой - : Золотой - : 3×Платиновый                                                                |
| 1994                                                                  | Voodoo Lounge Детали - Релиз: Апрель - Лейбл: Virgin Records - Формат: 2×LP, CD, CS                                     | 1                    | 2                    | 1                    | 2                    | 1                    | —                    | 1                    | —                    | 1                    | 13/26                | —                    | —                    | 2                    | —                    | 3                    | 1                    | —                    | 4                    | —                    | —                    | Список - : 2×Платиновый - : Золотой - : Платиновый - : Золотой - : 2×Золотой - : Золотой - : Золотой - : Золотой - : 2×Платиновый - : 3×Платиновый                                            |
| 1997                                                                  | Bridges to Babylon Детали - Релиз: 29 сентября - Лейбл: Rolling Stones Records, Virgin Records - Формат: 2×LP, 2×CD, CS | 6                    | 3                    | 19                   | 2                    | 1                    | 2                    | 2                    | 1                    | —                    | 2/5                  | 3                    | 12                   | 9                    | 10                   | 1                    | 3                    | 3                    | 7                    | —                    | 1                    | Список - : Платиновый - : Золотой - : Платиновый - : 2×Золотой - : Платиновый - : Платиновый - : Золотой - : Золотой - : Платиновый - : Платиновый - : Золотой - : Платиновый                 |
| 2005                                                                  | A Bigger Bang Детали - Релиз: 5 сентября - Лейбл: Rolling Stones Records, Virgin Records - Формат: 2×LP, CD (+DVD)      | 2                    | 3/128                | 4                    | 3                    | 1                    | 1                    | 1                    | 1                    | 1                    | 3/4                  | 4                    | 10                   | —                    | 2                    | 2                    | 1                    | 1                    | 1                    | 2                    | 1                    | Список - : Платиновый - : Золотой - : Платиновый - : Золотой - : Золотой - : Платиновый - : Золотой - : Золотой - : Золотой - : Золотой - : Золотой - : Золотой - : Платиновый - : Платиновый |
| 2016                                                                  | Blue and Lonesome Детали - Релиз: 2 декабря - Лейбл: Polydor Records - Формат: 2×LP, CD, ЦД                             | 1                    | 4                    | 1                    | 2                    | 1                    | 1                    | 2                    | 1                    | 1                    | 1                    | 5                    | 12                   | 3                    | 2                    | 1                    | 1                    | 2                    | 4                    | 4                    | —                    | Список - : Золотой - : Платиновый - : Платиновый - : Золотой - : Золотой - : 2×Платиновый - : 3×Золотой - : Золотой - : Платиновый - : Золотой - : Платиновый - : Золото - : Платиновый       |
| 2023                                                                  | Hackney DiamondsДетали - Релиз: 20 октября - Лейбл: Polydor Records - Формат: LP, CD, ЦД                                | 1                    | 3                    | 1                    | 1                    | 1                    | 1                    | 8                    | 1                    | 1                    | 1                    | 3                    |                      | 6                    | 1                    | 1                    | 1                    | 1                    | 1                    | 1                    |                      | |
| «—» ставится, если альбом не попал в чарт или не получил сертификацию | |                      |                      |                      |                      |                      |                      |                      |                      |                      |                      |                      |                      |                      |                      |                      |                      |                      |                      |                      |                      | |

## Концертные альбомы
| Год                                                                   | Детали | Максимальная позиция | Максимальная позиция | Максимальная позиция | Максимальная позиция | Максимальная позиция | Максимальная позиция | Максимальная позиция | Максимальная позиция | Максимальная позиция | Максимальная позиция | Максимальная позиция | Максимальная позиция | Максимальная позиция | Максимальная позиция | Максимальная позиция | Сертификации                                                                                           |
| Год                                                                   | Детали | ВЕЛ                  | США                  | ФРА                  | ШВА                  | АВС                  | ГЕР                  | НИД                  | КАН                  | ШВЕ                  | АВТ                  | БЕЛ                  | ИТА                  | ДАН                  | НОЗ                  | НОР                  | Сертификации                                                                                           |
| --------------------------------------------------------------------- | --- | -------------------- | -------------------- | -------------------- | -------------------- | -------------------- | -------------------- | -------------------- | -------------------- | -------------------- | -------------------- | -------------------- | -------------------- | -------------------- | -------------------- | -------------------- | --- |
| 1966                                                                  | Got Live If You Want It! Детали - Релиз: 10 декабря - Лейбл: London Records - Формат: LP, CD, SACD, CS                                            | —                    | 6                    | 40                   | —                    | —                    | 2                    | —                    | —                    | —                    | —                    | —                    | —                    | —                    | —                    | —                    | Список - : Золотой                                                                                     |
| 1970                                                                  | Get Yer Ya-Ya's Out! The Rolling Stones in Concert Детали - Релиз: 4 сентября - Лейбл: London Records - Формат: LP, CD (+DVD), SACD, CS, Stereo 8 | 1                    | 6                    | 11                   | —                    | —                    | 6                    | 2                    | 5                    | 3                    | 9                    | —                    | 6                    | —                    | —                    | 3                    | Список - : Платиновый - : Золотой                                                                      |
| 1977                                                                  | Love You Live Детали - Релиз: 23 сентября - Лейбл: Rolling Stones Records - Формат: 2xLP, 2xCS, 2xCD                                              | 3                    | 5                    | 1                    | —                    | —                    | 22                   | —                    | —                    | —                    | —                    | —                    | —                    | —                    | —                    | 10                   | Список - : Золотой - : Золотой                                                                         |
| 1981                                                                  | In Concert Детали - Релиз: 1982 - Лейбл: Decca Records - Формат: 2×LP                                                                             | —                    | —                    | —                    | —                    | —                    | —                    | —                    | —                    | —                    | —                    | —                    | —                    | —                    | —                    | —                    | |
| 1982                                                                  | Still Life (American Concert 1981) Детали - Релиз: 1 июня - Лейбл: Rolling Stones Records - Формат: LP, CD, CS                                    | 4                    | 5                    | 13                   | —                    | 8                    | 4                    | 1                    | —                    | 1                    | —                    | 2                    | 16                   | —                    | 7                    | 3                    | Список - : Платиновый - : Платиновый - : Золотой - : Золотой                                           |
| 1982                                                                  | The Stones Live Детали - Релиз: 1982 - Лейбл: Decca Records - Формат: LP                                                                          | —                    | —                    | —                    | —                    | —                    | —                    | —                    | —                    | —                    | —                    | —                    | —                    | —                    | —                    | —                    | |
| 1982                                                                  | Rolling Tickets — Live Back Детали - Релиз: 1982 - Лейбл: London Records - Формат: LP                                                             | —                    | —                    | —                    | —                    | —                    | —                    | —                    | —                    | —                    | —                    | —                    | —                    | —                    | —                    | —                    | |
| 1988                                                                  | Live In London From 1964 To 1968 Детали - Релиз: 1988 - Лейбл: Koiné Records - Формат: LP                                                         | —                    | —                    | —                    | —                    | —                    | —                    | —                    | —                    | —                    | —                    | —                    | —                    | —                    | —                    | —                    | |
| 1989                                                                  | The Rolling Stones Live In 1965 Детали - Релиз: 1989 - Лейбл: Document Records - Формат: LP                                                       | —                    | —                    | —                    | —                    | —                    | —                    | —                    | —                    | —                    | —                    | —                    | —                    | —                    | —                    | —                    | |
| 1991                                                                  | Flashpoint Детали - Релиз: 2 апреля - Лейбл: Rolling Stones Records - Формат: LP, CD, CS                                                          | 6                    | 16                   | 4                    | 7                    | 12                   | 5                    | —                    | —                    | —                    | —                    | 42                   | —                    | —                    | —                    | 11                   | Список - : Золотой - : Серебряный - : 2× Золотой - : Золотой - : Золотой - : Золотой                   |
| 1992                                                                  | Golden Age Детали - Релиз: 1992 - Лейбл: Fremus - Формат: CS                                                                                      | —                    | —                    | —                    | —                    | —                    | —                    | —                    | —                    | —                    | —                    | —                    | —                    | —                    | —                    | —                    | |
| 1995                                                                  | Stripped Детали - Релиз: 13 ноября - Лейбл: Virgin Records - Формат: 2×LP, CD, CS                                                                 | 9                    | 9                    | 1                    | 3                    | 7                    | 3                    | —                    | 6                    | —                    | 2                    | 6                    | 6                    | 7                    | —                    | 1                    | Список - : Платиновый - : Золотой - : 2× Золотой - : Платиновый - : Золотой - : Платиновый - : Золотой |
| 1996                                                                  | The Rolling Stones Rock and Roll Circus Детали - Релиз: 14 октября - Лейбл: Decca Records - Формат: CD, CS                                        | —                    | 92                   | —                    | —                    | 46                   | 55                   | —                    | —                    | —                    | —                    | 50                   | —                    | —                    | —                    | 17                   | |
| 1998                                                                  | No Security Детали - Релиз: 2 ноября - Лейбл: Virgin Records - Формат: 2×LP                                                                       | 67                   | 34                   | 7                    | 29                   | —                    | 5                    | —                    | —                    | —                    | —                    | 36                   | —                    | —                    | —                    | 19                   | Список - : Золотой - : Золотой                                                                         |
| 2004                                                                  | Live Licks Детали - Релиз: 1 ноября - Лейбл: Rolling Stones Records, Virgin Records - Формат: 2×CD                                                | 38                   | 50                   | 38                   | 21                   | —                    | 9                    | —                    | —                    | —                    | —                    | 47/49                | —                    | —                    | —                    | 38                   | Список - : Золотой - : Золотой - : Серебряный - : Платиновый                                           |
| 2008                                                                  | Shine a Light Детали - Релиз: 1 апреля - Лейбл: Polydor Records - Формат: 2×CD                                                                    | 2                    | 11                   | 27                   | 16                   | 28                   | 7                    | —                    | 9                    | 6                    | 3                    | 12/42                | 10                   | 7                    | —                    | 10                   | Список - : Серебряный - : Золотой                                                                      |
| 2011                                                                  | Brussels Affair (Live 1973) Детали - Релиз: 18 октября - Лейбл: Promotone BV - Формат: ЦД                                                         | —                    | —                    | —                    | —                    | —                    | —                    | —                    | —                    | —                    | —                    | —                    | —                    | —                    | —                    | —                    | |
| 2011                                                                  | Some Girls: Live in Texas '78 Детали - Релиз: 15 ноября - Лейбл: Eagle Vision - Формат: 2×LP, CD (+DVD)                                           | —                    | —                    | 194                  | —                    | —                    | —                    | 61                   | —                    | —                    | —                    | —                    | —                    | —                    | —                    | —                    | |
| 2012                                                                  | Hampton Coliseum Детали - Релиз: 30 января - Лейбл: Promotone BV - Формат: ЦД                                                                     | —                    | —                    | —                    | —                    | —                    | —                    | —                    | —                    | —                    | —                    | —                    | —                    | —                    | —                    | —                    | |
| 2012                                                                  | L.A. Friday (Live 1975) Детали - Релиз: 2 апреля - Лейбл: Promotone BV - Формат: ЦД                                                               | —                    | —                    | —                    | —                    | —                    | —                    | —                    | —                    | —                    | —                    | —                    | —                    | —                    | —                    | —                    | |
| 2012                                                                  | Live at the Checkerboard Lounge, Chicago 1981 Детали - Релиз: 2 июля - Лейбл: Eagle Vision - Формат: 2×LP, CD (+DVD)                              | —                    | —                    | 189                  | —                    | —                    | —                    | 34                   | —                    | —                    | —                    | —                    | —                    | —                    | —                    | —                    | |
| 2012                                                                  | Live at the Tokyo Dome — Tokyo 1990 Детали - Релиз: 11 июля - Лейбл: Promotone BV - Формат: ЦД                                                    | —                    | —                    | —                    | —                    | —                    | —                    | —                    | —                    | —                    | —                    | —                    | —                    | —                    | —                    | —                    | |
| 2012                                                                  | Light the Fuse — A Bigger Bang In Toronto 2005 Детали - Релиз: 16 октября - Лейбл: Promotone BV - Формат: ЦД                                      | —                    | —                    | —                    | —                    | —                    | —                    | —                    | —                    | —                    | —                    | —                    | —                    | —                    | —                    | —                    | |
| 2012                                                                  | Live at Leeds Roundhay Park 1982 Детали - Релиз: 13 ноября - Лейбл: Promotone BV - Формат: ЦД                                                     | —                    | —                    | —                    | —                    | —                    | —                    | —                    | —                    | —                    | —                    | —                    | —                    | —                    | —                    | —                    | |
| 2013                                                                  | Club Gig 2012 Детали - Релиз: 2013 - Лейбл: NOL - Формат: LP                                                                                      | —                    | —                    | —                    | —                    | —                    | —                    | —                    | —                    | —                    | —                    | —                    | —                    | —                    | —                    | —                    | |
| 2013                                                                  | Hyde Park Live Детали - Релиз: 22 июля - Лейбл: Promotone BV - Формат: ЦД                                                                         | 16                   | 19                   | —                    | —                    | 37                   | —                    | 1                    | 20                   | —                    | 23                   | 4/12                 | 13                   | 9                    | —                    | 3                    | |
| «—» ставится, если альбом не попал в чарт или не добился сертификации | |                      |                      |                      |                      |                      |                      |                      |                      |                      |                      |                      |                      |                      |                      |                      | |

## Сборники
| Год                                                                    | Детали | Максимальная позиция | Максимальная позиция | Максимальная позиция | Максимальная позиция | Максимальная позиция | Максимальная позиция | Максимальная позиция | Максимальная позиция | Максимальная позиция | Максимальная позиция | Максимальная позиция | Максимальная позиция | Максимальная позиция | Максимальная позиция | Максимальная позиция | Сертификации |
| Год                                                                    | Детали | ВЕЛ                  | США                  | ФРА                  | ШВА                  | ИТА                  | ГЕР                  | ИСП                  | АВС                  | НИД                  | НОЗ                  | БЕЛ                  | ШВЕ                  | НОР                  | АВТ                  | ЕВР                  | Сертификации |
| ---------------------------------------------------------------------- | --- | -------------------- | -------------------- | -------------------- | -------------------- | -------------------- | -------------------- | -------------------- | -------------------- | -------------------- | -------------------- | -------------------- | -------------------- | -------------------- | -------------------- | -------------------- | --- |
| 1964                                                                   | Greatest Hits Детали - Релиз: 1964 - Лейбл: Decca Records - Формат: LP                                                                                                 | —                    | —                    | —                    | —                    | —                    | —                    | —                    | —                    | —                    | —                    | —                    | —                    | —                    | —                    | —                    | |
| 1964                                                                   | Around and Around Детали - Релиз: 1964 - Лейбл: Decca Records - Формат: LP                                                                                             | —                    | —                    | —                    | —                    | —                    | 4                    | —                    | —                    | —                    | —                    | —                    | —                    | —                    | —                    | —                    | |
| 1965                                                                   | The Unstoppable Stones Детали - Релиз: 1965 - Лейбл: Decca Records - Формат: LP                                                                                        | —                    | —                    | —                    | —                    | —                    | —                    | —                    | —                    | —                    | —                    | —                    | —                    | —                    | —                    | —                    | |
| 1965                                                                   | Bravo Детали - Релиз: 1965 - Лейбл: HÖR ZU - Формат: LP | —                    | —                    | —                    | —                    | —                    | 1                    | —                    | —                    | —                    | —                    | —                    | —                    | —                    | —                    | —                    | |
| 1966                                                                   | Big Hits (High Tide and Green Grass) Детали - Релиз: 28 марта (СОЕ) 4 ноября (ВЕЛ) - Лейбл: Decca Records - Формат: LP, CD, SACD, CS                                   | 4                    | 3                    | 35                   | —                    | —                    | —                    | —                    | —                    | —                    | —                    | —                    | 49                   | 5                    | —                    | —                    | Список - : 4×Платиновый - : Золотой |
| 1966                                                                   | The Rolling Stones Golden Album Детали - Релиз: 1966 - Лейбл: London Stereophonic - Формат: LP                                                                         | —                    | —                    | —                    | —                    | —                    | —                    | —                    | —                    | —                    | —                    | —                    | —                    | —                    | —                    | —                    | |
| 1967                                                                   | Flowers Детали - Релиз: 26 июня - Лейбл: Decca Records - Формат: LP, CD, SACD, CS                                                                                      | —                    | 3                    | 25                   | —                    | —                    | 7                    | —                    | —                    | —                    | —                    | —                    | —                    | 3                    | —                    | —                    | Список - : Золотой |
| 1967                                                                   | Your Poll Winners: The Rolling Stones Golden Album Детали - Релиз: 1967 - Лейбл: London Stereophonic - Формат: LP                                                      | —                    | —                    | —                    | —                    | —                    | —                    | —                    | —                    | —                    | —                    | —                    | —                    | —                    | —                    | —                    | |
| 1968                                                                   | Satisfaction Детали - Релиз: 1968 - Лейбл: Decca - Формат: LP | —                    | —                    | —                    | —                    | —                    | —                    | —                    | —                    | —                    | —                    | —                    | —                    | —                    | —                    | —                    | |
| 1969                                                                   | Through the Past, Darkly (Big Hits Vol. 2) Детали - Релиз: 12 сентября - Лейбл: Decca Records - Формат: LP, CD, CS, SACD, Stereo 8                                     | 2                    | 2                    | 4                    | —                    | —                    | 13                   | —                    | —                    | 5                    | —                    | —                    | —                    | 10                   | —                    | —                    | Список - : Платиновый |
| 1969                                                                   | Great Hits Детали - Релиз: 1969 - Лейбл: Decca - Формат: LP | —                    | —                    | —                    | —                    | —                    | —                    | —                    | —                    | —                    | —                    | —                    | —                    | —                    | —                    | —                    | |
| 1969                                                                   | The Best of The Rolling Stones Детали - Релиз: 1969 - Лейбл: London Records - Формат: LP                                                                               | —                    | —                    | —                    | —                    | —                    | —                    | —                    | —                    | —                    | —                    | —                    | —                    | —                    | —                    | —                    | |
| 1970                                                                   | Big Hits Volume 3 Детали - Релиз: 1970 - Лейбл: Decca - Формат: LP | —                    | —                    | —                    | —                    | —                    | —                    | —                    | —                    | —                    | —                    | —                    | —                    | —                    | —                    | —                    | |
| 1971                                                                   | Stone Age Детали - Релиз: 6 марта - Лейбл: Decca Records - Формат: LP                                                                                                  | 4                    | —                    | —                    | —                    | —                    | 30                   | —                    | —                    | 19                   | —                    | —                    | —                    | 15                   | —                    | —                    | |
| 1971                                                                   | Gimme Shelter Детали - Релиз: 10 сентября - Лейбл: Decca Records - Формат: LP, Stereo 8                                                                                | 19                   | —                    | —                    | —                    | —                    | —                    | —                    | —                    | —                    | —                    | —                    | —                    | —                    | —                    | —                    | |
| 1971                                                                   | Hot Rocks 1964–1971 Детали - Релиз: 20 декабря - Лейбл: London Records - Формат: 2×LP, 2×CD, 2×SACD, CS                                                                | —                    | 4                    | 14                   | —                    | —                    | —                    | —                    | 10                   | 9                    | 2                    | —                    | —                    | —                    | —                    | —                    | Список - : 2×Платиновый - : 2×Платиновый |
| 1971                                                                   | Lo Mejor De The Rolling Stones Детали - Релиз: 1971 - Лейбл: Decca Records - Формат: 2×LP                                                                              | —                    | —                    | —                    | —                    | —                    | —                    | —                    | —                    | —                    | —                    | —                    | —                    | —                    | —                    | —                    | |
| 1971                                                                   | Max 20 Детали - Релиз: 1971 - Лейбл: London Records, King Records - Формат: LP                                                                                         | —                    | —                    | —                    | —                    | —                    | —                    | —                    | —                    | —                    | —                    | —                    | —                    | —                    | —                    | —                    | |
| 1972                                                                   | Milestones Детали - Релиз: 18 февраля - Лейбл: Decca Records - Формат: LP                                                                                              | 14                   | —                    | —                    | —                    | —                    | —                    | —                    | —                    | —                    | —                    | —                    | —                    | 20                   | —                    | —                    | |
| 1972                                                                   | Rock 'n' Rolling Stones Детали - Релиз: 13 октября - Лейбл: Decca Records - Формат: LP, CS, Stereo 8                                                                   | —                    | —                    | —                    | —                    | —                    | —                    | —                    | —                    | —                    | —                    | —                    | —                    | —                    | —                    | —                    | |
| 1972                                                                   | More Hot Rocks (Big Hits & Fazed Cookies) Детали - Релиз: 11 декабря - Лейбл: ABKCO Records - Формат: 2×LP, 2×CD, 2×SACD, CS, Stereo 8                                 | —                    | 9                    | —                    | —                    | —                    | —                    | —                    | —                    | —                    | —                    | —                    | —                    | —                    | —                    | —                    | Список - : Золотой - : Золотой |
| 1972                                                                   | Gem Детали - Релиз: 1972 - Лейбл: London Records - Формат: 2×LP | —                    | —                    | —                    | —                    | —                    | —                    | —                    | —                    | —                    | —                    | —                    | —                    | —                    | —                    | —                    | |
| 1973                                                                   | No Stone Unturned Детали - Релиз: 5 октября - Лейбл: Decca Records - Формат: LP, CD                                                                                    | —                    | —                    | —                    | —                    | —                    | —                    | —                    | —                    | —                    | —                    | —                    | —                    | —                    | —                    | —                    | |
| 1975                                                                   | Metamorphosis Детали - Релиз: 6 июня - Лейбл: Decca Records - Формат: LP, CD, SACD, Stereo 8                                                                           | 45                   | 8                    | 10                   | —                    | —                    | —                    | —                    | —                    | —                    | —                    | —                    | —                    | —                    | —                    | —                    | |
| 1975                                                                   | Made in the Shade Детали - Релиз: 6 июня - Лейбл: Rolling Stones Records - Формат: LP, CD, CS, Stereo 8                                                                | 14                   | 6                    | 36                   | —                    | 20                   | —                    | —                    | —                    | —                    | 31                   | —                    | —                    | —                    | —                    | —                    | Список - : Платиновый |
| 1975                                                                   | Rolled Gold: The Very Best of the Rolling Stones Детали - Релиз: 6 ноября - Лейбл: Decca Records - Формат: 4xLP, 2xCS, 2xCD                                            | 7                    | —                    | —                    | 48                   | —                    | 86                   | —                    | —                    | —                    | 10                   | —                    | 27                   | 30                   | —                    | —                    | Список - : Золотой |
| 1976                                                                   | The Rolling Stones Детали - Релиз: 1976 - Лейбл: Decca Records - Формат: 5×LP                                                                                          | —                    | —                    | —                    | —                    | —                    | —                    | —                    | —                    | —                    | —                    | —                    | —                    | —                    | —                    | —                    | |
| 1976                                                                   | Stones Story Детали - Релиз: 1976 - Лейбл: Decca Records - Формат: 2×LP, CS                                                                                            | —                    | —                    | —                    | —                    | —                    | —                    | —                    | —                    | 59                   | —                    | —                    | —                    | —                    | —                    | —                    | |
| 1976                                                                   | Stones Детали - Релиз: 1976 - Лейбл: Decca Records - Формат: LP | —                    | —                    | —                    | —                    | —                    | —                    | —                    | —                    | —                    | —                    | —                    | —                    | —                    | —                    | —                    | |
| 1976                                                                   | The Very Best of The Rolling Stones Детали - Релиз: 1976 - Лейбл: London Records - Формат: LP                                                                          | —                    | —                    | —                    | —                    | —                    | —                    | —                    | —                    | —                    | —                    | —                    | —                    | —                    | —                    | —                    | |
| 1977                                                                   | Get Stoned — The Rolling Stones 30 Greatest Hits Детали - Релиз: 21 октября - Лейбл: Arcade Records - Формат: 2×LP                                                     | 8                    | —                    | —                    | —                    | —                    | 21                   | —                    | —                    | —                    | —                    | —                    | —                    | —                    | —                    | —                    | Список - : Золотой |
| 1977                                                                   | 30 Greatest Hits Детали - Релиз: 1977 - Лейбл: ABKCO Records - Формат: 2×LP                                                                                            | —                    | —                    | —                    | —                    | —                    | —                    | —                    | —                    | —                    | —                    | —                    | —                    | —                    | —                    | —                    | |
| 1977                                                                   | A Rolling Stone Gathers No Moss Детали - Релиз: 1977 - Лейбл: London Records - Формат: LP                                                                              | —                    | —                    | —                    | —                    | —                    | —                    | —                    | —                    | —                    | —                    | —                    | —                    | —                    | —                    | —                    | |
| 1977                                                                   | Greatest Hits Part 2 Детали - Релиз: 1977 - Лейбл: ABCKO Records - Формат: CS                                                                                          | —                    | —                    | —                    | —                    | —                    | —                    | —                    | —                    | —                    | —                    | —                    | —                    | —                    | —                    | —                    | |
| 1977                                                                   | Greatest Hits Vol. 1 Детали - Релиз: 1977 - Лейбл: ABCKO Records - Формат: LP                                                                                          | —                    | —                    | —                    | —                    | —                    | —                    | —                    | —                    | —                    | —                    | —                    | —                    | —                    | —                    | —                    | |
| 1978                                                                   | 20 Super Hits By The Rolling Stones Детали - Релиз: 1978 - Лейбл: Decca Records - Формат: LP                                                                           | —                    | —                    | —                    | —                    | —                    | —                    | —                    | —                    | —                    | —                    | —                    | —                    | —                    | —                    | —                    | |
| 1978                                                                   | We Want The Stones Детали - Релиз: 1978 - Лейбл: Decca Records - Формат: LP                                                                                            | —                    | —                    | —                    | —                    | —                    | —                    | —                    | —                    | —                    | —                    | —                    | —                    | —                    | —                    | —                    | |
| 1979                                                                   | Time Waits for No One (Anthology 1971-1977) Детали - Релиз: 29 мая - Лейбл: Rolling Stones Records - Формат: LP, CS                                                    | —                    | —                    | —                    | —                    | —                    | —                    | —                    | —                    | —                    | 40                   | —                    | —                    | —                    | —                    | —                    | |
| 1979                                                                   | A Slice of Rock 'n Roll Детали - Релиз: 1979 - Лейбл: Decca - Формат: LP                                                                                               | —                    | —                    | —                    | —                    | —                    | —                    | —                    | —                    | —                    | —                    | —                    | —                    | —                    | —                    | —                    | |
| 1979                                                                   | Get More…Satisfaction Детали - Релиз: Март 1979 - Лейбл: Decca - Формат: LP                                                                                            | —                    | —                    | —                    | —                    | —                    | —                    | —                    | —                    | —                    | —                    | —                    | —                    | —                    | —                    | —                    | |
| 1979                                                                   | Gold Superdisc Детали - Релиз: 1979 - Лейбл: London Records - Формат: LP                                                                                               | —                    | —                    | —                    | —                    | —                    | —                    | —                    | —                    | —                    | —                    | —                    | —                    | —                    | —                    | —                    | |
| 1979                                                                   | Profile Детали - Релиз: 1979 - Лейбл: Decca Records - Формат: LP | —                    | —                    | —                    | —                    | —                    | —                    | —                    | —                    | —                    | —                    | —                    | —                    | —                    | —                    | —                    | |
| 1980                                                                   | Solid Rock Детали - Релиз: 28 октября - Лейбл: Decca Records - Формат: LP, CS                                                                                          | —                    | —                    | —                    | —                    | —                    | —                    | —                    | —                    | —                    | —                    | —                    | —                    | —                    | —                    | —                    | |
| 1980                                                                   | The Legends of Rock Детали - Релиз: 1980 - Лейбл: Decca Records - Формат: 2×LP                                                                                         | —                    | —                    | —                    | —                    | —                    | —                    | —                    | —                    | —                    | —                    | —                    | —                    | —                    | —                    | —                    | |
| 1980                                                                   | Latest Greatest Детали - Релиз: 1980 - Лейбл: Tonpress - Формат: LP, CS                                                                                                | —                    | —                    | —                    | —                    | —                    | —                    | —                    | —                    | —                    | —                    | —                    | —                    | —                    | —                    | —                    | |
| 1980                                                                   | Collector’s Only Детали - Релиз: 1980 - Лейбл: Decca - Формат: LP, CS                                                                                                  | —                    | —                    | —                    | —                    | —                    | —                    | —                    | —                    | —                    | —                    | —                    | —                    | —                    | —                    | —                    | |
| 1980                                                                   | The Rolling Stones Story Детали - Релиз: 1980 - Лейбл: Decca, London - Формат: 12×LP                                                                                   | —                    | —                    | —                    | —                    | —                    | —                    | —                    | —                    | —                    | —                    | —                    | —                    | —                    | —                    | —                    | |
| 1980                                                                   | The Rolling Stones Collection Детали - Релиз: 1980 - Лейбл: EMI - Формат: 2×LP                                                                                         | —                    | —                    | —                    | —                    | —                    | —                    | —                    | —                    | —                    | —                    | —                    | —                    | —                    | —                    | —                    | |
| 1981                                                                   | Slow Rollers Детали - Релиз: 1 января - Лейбл: Decca Records - Формат: LP                                                                                              | —                    | —                    | —                    | —                    | —                    | —                    | —                    | —                    | —                    | —                    | —                    | —                    | —                    | —                    | —                    | |
| 1981                                                                   | La Grande Storia Del Rock 1 Детали - Релиз: 1981 - Лейбл: Curcio - Формат: LР                                                                                          | —                    | —                    | —                    | —                    | —                    | —                    | —                    | —                    | —                    | —                    | —                    | —                    | —                    | —                    | —                    | |
| 1981                                                                   | Sucking in the Seventies Детали - Релиз: 9 марта - Лейбл: Rolling Stones Records - Формат: LP, CD, CS                                                                  | —                    | 15                   | —                    | —                    | —                    | 64                   | —                    | —                    | 35                   | 3                    | —                    | —                    | 34                   | 20                   | —                    | Список - : Золотой |
| 1981                                                                   | Heart Breakers Детали - Релиз: 1981 - Лейбл: Decca Records - Формат: LP                                                                                                | —                    | —                    | —                    | —                    | —                    | —                    | —                    | —                    | 4                    | —                    | —                    | —                    | —                    | —                    | —                    | |
| 1981                                                                   | Gigantes Del Pop Vol- 25 Детали - Релиз: 1981 - Лейбл: Decca Records - Формат: LP, CS                                                                                  | —                    | —                    | —                    | —                    | —                    | —                    | —                    | —                    | —                    | —                    | —                    | —                    | —                    | —                    | —                    | |
| 1981                                                                   | Historia De La Musica Rock Детали - Релиз: 1981 - Лейбл: Decca Records - Формат: LP                                                                                    | —                    | —                    | —                    | —                    | —                    | —                    | —                    | —                    | —                    | —                    | —                    | —                    | —                    | —                    | —                    | |
| 1981                                                                   | Portrait Детали - Релиз: 1981 - Лейбл: Decca Records - Формат: 2×LP | —                    | —                    | —                    | —                    | —                    | —                    | —                    | —                    | —                    | —                    | —                    | —                    | —                    | —                    | —                    | |
| 1981                                                                   | Stones Story 2 Детали - Релиз: 1981 - Лейбл: Decca Records - Формат: 2×LP                                                                                              | —                    | —                    | —                    | —                    | —                    | —                    | —                    | —                    | 72                   | —                    | —                    | —                    | —                    | —                    | —                    | |
| 1981                                                                   | Stones Story 3 Детали - Релиз: 1981 - Лейбл: Decca Records - Формат: 2×LP                                                                                              | —                    | —                    | —                    | —                    | —                    | —                    | —                    | —                    | 70                   | —                    | —                    | —                    | —                    | —                    | —                    | |
| 1982                                                                   | Story of The Stones Детали - Релиз: 1 декабря - Лейбл: K-tel - Формат: 2×LP, 2×CS                                                                                      | 24                   | —                    | —                    | —                    | —                    | —                    | —                    | —                    | —                    | —                    | —                    | —                    | —                    | —                    | —                    | Список - : Золотой |
| 1982                                                                   | Rolling Stones Детали - Релиз: 1982 - Лейбл: Superstar - Формат: LP | —                    | —                    | —                    | —                    | —                    | —                    | —                    | —                    | —                    | —                    | —                    | —                    | —                    | —                    | —                    | |
| 1982                                                                   | The Rolling Stones 20 Years Vol.1 Детали - Релиз: 1982 - Лейбл: Decca Records - Формат: 6×LP                                                                           | —                    | —                    | —                    | —                    | —                    | —                    | —                    | —                    | —                    | —                    | —                    | —                    | —                    | —                    | —                    | |
| 1982                                                                   | The Rolling Stones 20 Years Vol.2 Детали - Релиз: 1982 - Лейбл: Decca Records - Формат: 6×LP                                                                           | —                    | —                    | —                    | —                    | —                    | —                    | —                    | —                    | —                    | —                    | —                    | —                    | —                    | —                    | —                    | |
| 1982                                                                   | The Rolling Stones Story Volume 1 Детали - Релиз: 1982 - Лейбл: Decca Records, Bertelsmann Club, Teldec - Формат: 3×LP                                                 | —                    | —                    | —                    | —                    | —                    | —                    | —                    | —                    | —                    | —                    | —                    | —                    | —                    | —                    | —                    | |
| 1982                                                                   | The Rolling Stones Story Volume 2 Детали - Релиз: 1982 - Лейбл: Decca Records, Bertelsmann Club - Формат: 3×LP                                                         | —                    | —                    | —                    | —                    | —                    | —                    | —                    | —                    | —                    | —                    | —                    | —                    | —                    | —                    | —                    | |
| 1983                                                                   | Extra-Ausgabe Детали - Релиз: 1983 - Лейбл: Decca Records - Формат: LP                                                                                                 | —                    | —                    | —                    | —                    | —                    | —                    | —                    | —                    | —                    | —                    | —                    | —                    | —                    | —                    | —                    | |
| 1983                                                                   | The Rolling Stones Story — Part 2 (The Rest of The Best — Single-Tracks and Rarities From the Decca-Period) Детали - Релиз: 1983 - Лейбл: Decca Records - Формат: 4×LP | —                    | —                    | —                    | —                    | —                    | —                    | —                    | —                    | —                    | —                    | —                    | —                    | —                    | —                    | —                    | |
| 1983                                                                   | Who’s Standing In the Shadow? Детали - Релиз: 1983 - Лейбл: London Records - Формат: LP, Stereo                                                                        | —                    | —                    | —                    | —                    | —                    | —                    | —                    | —                    | —                    | —                    | —                    | —                    | —                    | —                    | —                    | |
| 1983                                                                   | Hollywood RCA Sessions Детали - Релиз: 1983 - Лейбл: London Records - Формат: LP, Mono                                                                                 | —                    | —                    | —                    | —                    | —                    | —                    | —                    | —                    | —                    | —                    | —                    | —                    | —                    | —                    | —                    | |
| 1983                                                                   | I Can’t Get No Satisfaction Детали - Релиз: 1983 - Лейбл: Decca Records - Формат: LP                                                                                   | —                    | —                    | —                    | —                    | —                    | —                    | —                    | —                    | —                    | —                    | —                    | —                    | —                    | —                    | —                    | |
| 1984                                                                   | Rewind (1971–1984) Детали - Релиз: 19 июня - Лейбл: Rolling Stones Records - Формат: LP, CD, CS                                                                        | 23                   | 86                   | —                    | —                    | 16                   | 31                   | —                    | —                    | 2                    | 11                   | —                    | —                    | —                    | —                    | —                    | Список - : Золотой |
| 1984                                                                   | 1965/70 Детали - Релиз: 1984 - Лейбл: Philips - Формат: LP, CS | —                    | —                    | —                    | —                    | —                    | —                    | —                    | —                    | —                    | —                    | —                    | —                    | —                    | —                    | —                    | |
| 1989                                                                   | Singles Collection: The London Years Детали - Релиз: 15 августа - Лейбл: ABKCO Records - Формат: 4×LP, 3×CD, 3×SACD                                                    | —                    | 91                   | 39                   | —                    | —                    | 28                   | —                    | —                    | 8                    | —                    | 9/14                 | 10                   | 28                   | —                    | —                    | Список - : Платиновый - : Золотой |
| 1989                                                                   | Say Ahhh! Детали - Релиз: 1989 - Лейбл: Rolling Stones Records - Формат: LP                                                                                            | —                    | —                    | —                    | —                    | —                    | —                    | —                    | —                    | —                    | —                    | —                    | —                    | —                    | —                    | —                    | |
| 1989                                                                   | Star Box Детали - Релиз: 10 июня 1989 - Лейбл: CBS/Sony - Формат: CD                                                                                                   | —                    | —                    | —                    | —                    | —                    | —                    | —                    | —                    | —                    | —                    | —                    | —                    | —                    | —                    | —                    | |
| 1990                                                                   | Collectors' Edition Детали - Релиз: 1990 - Лейбл: Rolling Stones Records - Формат: CD                                                                                  | —                    | —                    | —                    | —                    | —                    | —                    | —                    | —                    | —                    | —                    | —                    | —                    | —                    | —                    | —                    | |
| 1990                                                                   | The Golden Memories of The Rolling Stones Детали - Релиз: 1990 - Лейбл: Audiotuotanto Oy - Формат: CS                                                                  | —                    | —                    | —                    | —                    | —                    | —                    | —                    | —                    | —                    | —                    | —                    | —                    | —                    | —                    | —                    | |
| 1990                                                                   | Another Side of Steel Wheels Детали - Релиз: 21 марта 1990 - Лейбл: CBS/Sony - Формат: CD                                                                              | —                    | —                    | —                    | —                    | —                    | —                    | —                    | —                    | —                    | —                    | —                    | —                    | —                    | —                    | —                    | |
| 1990                                                                   | Best of the Best Детали - Релиз: 1990 - Лейбл: Dae Seong Records, Seagull International - Формат: LP                                                                   | —                    | —                    | —                    | —                    | —                    | —                    | —                    | —                    | —                    | —                    | —                    | —                    | —                    | —                    | —                    | |
| 1992                                                                   | The 'Look Behind' Collection Детали - Релиз: 1992 - Лейбл: ? - Формат: 2×CD                                                                                            | —                    | —                    | —                    | —                    | —                    | —                    | —                    | —                    | —                    | —                    | —                    | —                    | —                    | —                    | —                    | |
| 1993                                                                   | Jump Back (The Best Of The Rolling Stones '71 - '93) Детали - Релиз: 22 ноября - Лейбл: Virgin Records - Формат: CD, CS, 2xLP, MD                                      | 16                   | 30                   | 6                    | 18                   | —                    | 19                   | 81                   | 9                    | 10                   | 8                    | 7/18/25              | 10                   | 15                   | 14                   | 12                   | Список - : 2× Платиновый - : Платиновый - : Золотой - : Золотой - : Золотой - : Платиновый - : Платиновый - : 3×Платиновый - : Платиновый |
| 2002                                                                   | Forty Licks Детали - Релиз: 30 сентября - Лейбл: Rolling Stones Records, ABKCO Records, Virgin - Формат: 2×CD, 2×CS                                                    | 2                    | 2                    | 1                    | 2                    | 1                    | 2                    | 7                    | 3                    | 2                    | —                    | 2                    | 2                    | 2                    | 3                    | 2                    | Список - : 4×Платиновый - : 3×Платиновый - : 5хПлатиновый - : Платиновый - : Платиновый - : Платиновый - : Золотой - : Золотой - : Платиновый - : Золотой - : 2×Платиновый - : Платиновый - : Золотой - : Платиновый - : Платиновый - : Платиновый - (Фландрия): Платиновый |
| 2005                                                                   | Rarities 1971–2003 Детали - Релиз: 22 ноября - Лейбл: Virgin Records - Формат: 2×LP, CD                                                                                | —                    | 76                   | 110                  | —                    | —                    | 80                   | —                    | —                    | 59                   | —                    | —                    | 56                   | —                    | 69                   | —                    | |
| 2011                                                                   | 60’s UK EP Collection Детали - Релиз: 2011 - Лейбл: ABKCO Records - Формат: ЦД                                                                                         | —                    | —                    | —                    | —                    | —                    | —                    | —                    | —                    | —                    | —                    | —                    | —                    | —                    | —                    | —                    | |
| 2012                                                                   | GRRR! Детали - Релиз: 12 ноября - Лейбл: Universal - Формат: 5×LP, 5×CD, ЦД, Blu-ray                                                                                   | 3                    | 19                   | 5                    | 6                    | —                    | 1                    | 9                    | 7                    | 4                    | 7                    | 4/6                  | 9                    | 5                    | 1                    | —                    | Список - : Золотой - : Платиновый - : Золотой - : Золотой - : Золотой - : 2×Платиновый - : 2×Платиновый - : Золотой |
| 2013                                                                   | The Rolling Stones Live: The Rolling Stones 50th Anniversary Limited Edition Commemorative Pack Детали - Релиз: 30 апреля 2013 - Лейбл: Universal Music - Формат: 2×CD | —                    | —                    | —                    | —                    | —                    | —                    | —                    | —                    | —                    | —                    | —                    | —                    | —                    | —                    | —                    | |
| ?                                                                      | L’Age D’Or Des Rolling Stones (Vol. 14) «Paint It Black» Детали - Лейбл: Decca - Формат: LP, CS                                                                        | —                    | —                    | —                    | —                    | —                    | —                    | —                    | —                    | —                    | —                    | —                    | —                    | —                    | —                    | —                    | |
| ?                                                                      | The Best of — Live Recording Детали - Лейбл: Dixie Live - Формат: CS                                                                                                   | —                    | —                    | —                    | —                    | —                    | —                    | —                    | —                    | —                    | —                    | —                    | —                    | —                    | —                    | —                    | |
| ?                                                                      | Coca-Cola Presenta Rolling Stones Volumen 1 Детали - Лейбл: Virgin - Формат: CD                                                                                        | —                    | —                    | —                    | —                    | —                    | —                    | —                    | —                    | —                    | —                    | —                    | —                    | —                    | —                    | —                    | |
| ?                                                                      | Salute to The Rolling Stones Детали - Лейбл: SST - Формат: CS | —                    | —                    | —                    | —                    | —                    | —                    | —                    | —                    | —                    | —                    | —                    | —                    | —                    | —                    | —                    | |
| ?                                                                      | In Action Детали - Лейбл: Decca - Формат: LP | —                    | —                    | —                    | —                    | —                    | —                    | —                    | —                    | —                    | —                    | —                    | —                    | —                    | —                    | —                    | |
| ?                                                                      | Best of Rolling Stones Детали - Лейбл: Euroton - Формат: CD | —                    | —                    | —                    | —                    | —                    | —                    | —                    | —                    | —                    | —                    | —                    | —                    | —                    | —                    | —                    | |
| «—» ставится, если альбом не попал в чарт или не получил сертификацию. | |                      |                      |                      |                      |                      |                      |                      |                      |                      |                      |                      |                      |                      |                      |                      | |

## Мини-альбомы
| Год                                        | Детали | Максимальная позиция | Максимальная позиция |
| Год                                        | Детали | ВЕЛ                  | США                  |
| ------------------------------------------ | --- | -------------------- | -------------------- |
| 1964                                       | The Rolling Stones Детали - Релиз: 17 января - Лейбл: Decca Records - Формат: LP                                    | —                    | —                    |
| 1964                                       | Five by Five Детали - Релиз: 14 августа - Лейбл: Decca Records - Формат: LP                                         | —                    | —                    |
| 1964                                       | 12 X 5 Детали - Релиз: 1964 - Лейбл: London Records - Формат: LP                                                    | —                    | —                    |
| 1964                                       | It’s All Over Now Детали - Релиз: 1964 - Лейбл: Decca Records - Формат: LP                                          | —                    | —                    |
| 1964                                       | Volume 2 Детали - Релиз: 1964 - Лейбл: Decca Records - Формат: LP                                                   | —                    | —                    |
| 1965                                       | Got Live If You Want It! Детали - Релиз: 11 июня - Лейбл: Decca Records - Формат: LP                                | —                    | —                    |
| 1965                                       | Out Of Our Heads Детали - Релиз: 1965 - Лейбл: London Records - Формат: LP                                          | —                    | —                    |
| 1965                                       | Satisfaction Детали - Релиз: 1965 - Лейбл: Decca Records - Формат: LP                                               | —                    | —                    |
| 1965                                       | The Rolling Stones Now Детали - Релиз: 1965 - Лейбл: London Records - Формат: LP                                    | —                    | —                    |
| 1965                                       | December’s Children Детали - Релиз: 1965 - Лейбл: London Records - Формат: LP                                       | —                    | —                    |
| 1966                                       | Paint It, Black Детали - Релиз: 1966 - Лейбл: Decca Records - Формат: LP                                            | —                    | —                    |
| 1966                                       | Get Off Of My Cloud Детали - Релиз: 1966 - Лейбл: London Records - Формат: LP                                       | —                    | —                    |
| 1967                                       | A 2000 Anos Luz De La Tierra (2000 Light Years From Home) Детали - Релиз: 1967 - Лейбл: London Records - Формат: LP | —                    | —                    |
| 1967                                       | Let’s Spend The Night Together Детали - Релиз: 1967 - Лейбл: London Records - Формат: LP                            | —                    | —                    |
| 1967                                       | Their Satanic Majesties Request Детали - Релиз: 1967 - Лейбл: London Records - Формат: LP                           | —                    | —                    |
| 1968                                       | Jack Flash Детали - Релиз: 1968 - Лейбл: London Records - Формат: LP                                                | —                    | —                    |
| 1968                                       | The Rolling Stones — Vol. 4 Детали - Релиз: 1968 - Лейбл: London Records - Формат: LP                               | —                    | —                    |
| 1972                                       | Exile On Main Street Детали - Релиз: 1972 - Лейбл: Atlantic Records - Формат: LP                                    | —                    | —                    |
| 1973                                       | Goat’s Head Soup Детали - Релиз: 1973 - Лейбл: Atlantic Records - Формат: LP                                        | —                    | —                    |
| 1977                                       | The Rolling Stones Детали - Релиз: 1977 - Лейбл: Rolling Stones Records - Формат: LP                                | —                    | —                    |
| 1994                                       | Coca-Cola Presenta Rolling Stones Vol. 1 Детали - Релиз: 1994 - Лейбл: Virgin Records - Формат: CD                  | —                    | —                    |
| 1994                                       | Coca-Cola Presenta Rolling Stones Vol. 2 Детали - Релиз: 1994 - Лейбл: Virgin Records - Формат: CD                  | —                    | —                    |
| ?                                          | (I Can’t Get No) Satisfaction Детали - Лейбл: Decca Records - Формат: LP                                            | —                    | —                    |
| ?                                          | Jumpin' Jack Flash Детали - Лейбл: New Top - Формат: LP                                                             | —                    | —                    |
| ?                                          | The Last Time Детали - Лейбл: Decca Records - Формат: LP                                                            | —                    | —                    |
| ?                                          | As Tears Go By Детали - Лейбл: Top 4 - Формат: LP                                                                   | —                    | —                    |
| ?                                          | Mothers Little Helper Детали - Лейбл: Top 4 - Формат: LP                                                            | —                    | —                    |
| ?                                          | We Love You Детали - Лейбл: Top 4 - Формат: LP                                                                      | —                    | —                    |
| «—» ставится, если альбом не попал в чарт. | |                      |                      |

## Бокс-сеты
| Год                                          | Детали | Максимальная позиция | Максимальная позиция | Максимальная позиция |
| Год                                          | Детали | ВЕЛ                  | США                  | ФРА                  |
| -------------------------------------------- | --- | -------------------- | -------------------- | -------------------- |
| 1975                                         | The Great History Of Детали - Релиз: 1975 - Лейбл: London Records - Формат: 5×LP                                              | —                    | —                    | —                    |
| 1980                                         | The Rolling Stones — 5 L.P. Детали - Релиз: 1980 - Лейбл: Decca Records - Формат: 5×LP                                        | —                    | —                    | —                    |
| 1982                                         | The Great Years Детали - Релиз: 1982 - Лейбл: Reader’s Digest - Формат: 4×LP                                                  | —                    | —                    | —                    |
| 1989                                         | Singles Collection: The London Years Детали - Релиз: 1989 - Лейбл: ABKCO Records - Формат: 4×LP                               | —                    | —                    | —                    |
| 1994                                         | Voodoo Lounge Детали - Релиз: 11 июля 1994 - Лейбл: Virgin Records - Формат: CD                                               | —                    | —                    | —                    |
| 2003                                         | Remastered Series Детали - Релиз: 2003 - Лейбл: ABKCO Records - Формат: CD, SACD                                              | —                    | —                    | —                    |
| 2004                                         | Singles 1963–1965 Детали - Релиз: 26 апреля - Лейбл: ABKCO Records - Формат: 12×CD                                            | —                    | —                    | —                    |
| 2004                                         | Singles 1965–1967 Детали - Релиз: 12 июля - Лейбл: ABKCO Records - Формат: 11×CD                                              | —                    | —                    | —                    |
| 2005                                         | Singles 1968–1971 Детали - Релиз: 28 февраля - Лейбл: ABKCO Records - Формат: 9×CD (+DVD)                                     | —                    | —                    | —                    |
| 2008                                         | Greatest Albums In The Sixties Детали - Релиз: 24 декабря 2008 - Лейбл: Universal - Формат: 16×CD (+DVD)                      | —                    | —                    | —                    |
| 2009                                         | Collector’s Slipcase Детали - Релиз: 2009 - Лейбл: Universal - Формат: 4×CD                                                   | —                    | —                    | —                    |
| 2010                                         | 1971-2005 Детали - Релиз: 2010 - Лейбл: Universal Music - Формат: 17×LP                                                       | —                    | —                    | —                    |
| 2010                                         | You Get What You Need Детали - Релиз: 2010 - Лейбл: Universal Music - Формат: 8×CD                                            | —                    | —                    | —                    |
| 2011                                         | Singles 1971–2006 Детали - Релиз: 26 апреля - Лейбл: Promotone/Universal - Формат: 45 × CD                                    | —                    | —                    | —                    |
| 2012                                         | Charlie Is My Darling Ireland 1965 Limited Edition Детали - Релиз: 2012 - Лейбл: ABKCO Records - Формат: 2xCD, Blu-ray (+DVD) | —                    | —                    | —                    |
| «—» ставится, если бокс-сет не попал в чарт. | |                      |                      |                      |

## Синглы

### 1963—1979
| Дата релиза                               | Сингл                                                      | Места в чартах | Места в чартах | Места в чартах | Места в чартах | Места в чартах | Места в чартах | Места в чартах | Места в чартах | Места в чартах | Места в чартах | Места в чартах | Места в чартах | Места в чартах | Места в чартах | Места в чартах | Места в чартах | Места в чартах | Места в чартах | Места в чартах | Места в чартах | Места в чартах | Сертификации                                  | Альбом                                             |
| Дата релиза                               | Сингл                                                      | ВЕЛ            | США            | НИД            | ФРА            | АВС            | ШВА            | АВТ            | ДАН            | НОЗ            | НОР            | ШВЕ            | ЮЖН            | БЕЛ            | ИРЯ            | ИТА            | ГЕР            | СИН            | КАН            | ГОК            | МАЗ            | ГРЕ            | Сертификации                                  | Альбом                                             |
| ----------------------------------------- | ---------------------------------------------------------- | -------------- | -------------- | -------------- | -------------- | -------------- | -------------- | -------------- | -------------- | -------------- | -------------- | -------------- | -------------- | -------------- | -------------- | -------------- | -------------- | -------------- | -------------- | -------------- | -------------- | -------------- | --------------------------------------------- | -------------------------------------------------- |
| 1963                                      | «Come On»                                                  | 21             | —              | —              | —              | —              | —              | —              | —              | —              | —              | —              | —              | —              | —              | —              | —              | —              | —              | —              | —              | —              |                                               | Big Hits (High Tide and Green Grass)               |
| 1963                                      | «I Wanna Be Your Man»                                      | 12             | —              | —              | —              | —              | —              | —              | —              | —              | —              | —              | —              | —              | —              | —              | —              | —              | —              | —              | —              | —              |                                               | Milestones                                         |
| 1964                                      | «Not Fade Away»                                            | 3              | 48             | —              | —              | —              | —              | —              | —              | —              | —              | —              | —              | —              | 5              | —              | —              | —              | —              | —              | —              | —              |                                               | England’s Newest Hit Makers                        |
| 1964                                      | «You Better Move On»                                       | —              | —              | —              | —              | —              | —              | —              | —              | —              | —              | —              | —              | —              | —              | —              | —              | —              | —              | 2              | —              | —              |                                               | The Rolling Stones                                 |
| 1964                                      | «Carol»                                                    | —              | —              | —              | 9              | —              | —              | —              | —              | —              | —              | —              | —              | —              | —              | —              | —              | —              | —              | —              | —              | —              |                                               | The Rolling Stones                                 |
| 1964                                      | «Tell Me»                                                  | —              | 24             | 3              | —              | —              | —              | —              | —              | —              | —              | —              | 5              | 1              | —              | —              | 22             | —              | 7              | —              | —              | —              |                                               | The Rolling Stones                                 |
| 1964                                      | «It's All Over Now»                                        | 1              | 26             | 1              | 7              | —              | —              | —              | —              | —              | 5              | —              | —              | 8              | 2              | —              | 14             | 7              | 26             | 3              | —              | —              |                                               | 12 X 5                                             |
| 1964                                      | «Time Is on My Side»                                       | 19             | 6              | 6              | 11             | —              | —              | —              | —              | —              | —              | —              | —              | 6              | —              | —              | 28             | —              | 4              | —              | —              | —              |                                               | 12 X 5                                             |
| 1964                                      | «Little Red Rooster»                                       | 1              | —              | 4              | 21             | —              | —              | —              | 4              | —              | 6              | —              | 7              | —              | 4              | —              | 14             | —              | —              | 5              | —              | —              |                                               | The Rolling Stones, Now!                           |
| 1964                                      | «Heart of Stone»                                           | —              | 19             | 8              | 24             | 7              | —              | —              | —              | —              | —              | —              | —              | —              | —              | —              | —              | —              | 15             | —              | —              | —              |                                               | The Rolling Stones, Now!                           |
| 1964                                      | «What a Shame»                                             | —              | 124            | —              | —              | —              | —              | —              | —              | —              | —              | —              | —              | —              | —              | —              | —              | —              | —              | —              | —              | —              |                                               | The Rolling Stones, Now!                           |
| 1965                                      | «Route 66»                                                 | —              | —              | —              | —              | 12             | —              | —              | —              | —              | —              | —              | —              | —              | —              | —              | —              | —              | —              | —              | —              | —              |                                               | The Rolling Stones                                 |
| 1965                                      | «Under the Boardwalk»                                      | —              | —              | —              | —              | 1              | —              | —              | —              | —              | —              | —              | —              | —              | —              | —              | —              | —              | —              | —              | —              | —              |                                               | 12 X 5                                             |
| 1965                                      | «The Last Time»                                            | 1              | 9              | 1              | 8              | —              | —              | 7              | —              | —              | 1              | —              | —              | —              | 2              | —              | 1              | —              | 9              | —              | —              | —              |                                               | Out of Our Heads                                   |
| 1965                                      | «Play with Fire»                                           | —              | 96             | —              | —              | —              | —              | —              | —              | —              | —              | —              | —              | —              | —              | —              | —              | —              | —              | —              | —              | —              |                                               | Out of Our Heads                                   |
| 1965                                      | «(I Can't Get No) Satisfaction»                            | 1              | 1              | 1              | 3              | 3              | —              | 1              | 1              | 4              | 1              | —              | 8              | 6              | 1              | 12             | 1              | —              | 3              | 3              | 1              | —              | Список - : Золотой                            | Out of Our Heads                                   |
| 1965                                      | «Get Off of My Cloud»                                      | 1              | 1              | 3              | 7              | —              | —              | 5              | 3              | 1              | 2              | —              | 1              | 6              | 2              | 32             | 1              | 3              | 1              | 1              | 4              | —              |                                               | December's Children (And Everybody's)              |
| 1965                                      | «As Tears Go By»                                           | —              | 6              | —              | 22             | —              | —              | —              | —              | —              | —              | —              | —              | —              | —              | 8              | —              | —              | 1              | —              | —              | —              |                                               | December's Children (And Everybody's)              |
| 1966                                      | «19th Nervous Breakdown»                                   | 1              | 2              | 3              | 2              | —              | —              | —              | 5              | 2              | 2              | —              | 5              | 7              | 2              | 6              | 2              | 7              | 9              | 2              | 5              | —              |                                               | Big Hits (High Tide and Green Grass)               |
| 1966                                      | «Fortune Teller»                                           | —              | —              | —              | —              | —              | —              | —              | —              | —              | —              | —              | —              | —              | —              | —              | —              | —              | —              | —              | —              | —              |                                               | Got Live If You Want It!                           |
| 1966                                      | «Paint It, Black»                                          | 1              | 1              | 1              | 8              | 3              | —              | 2              | —              | 5              | 2              | —              | 3              | —              | 2              | 4              | 2              | —              | 1              | —              | 2              | 1              | Список - : Серебряный                         | Aftermath                                          |
| 1966                                      | «Mother's Little Helper»                                   | —              | 8              | 2              | 24             | —              | —              | —              | —              | 8              | —              | —              | —              | —              | —              | —              | 3              | —              | 14             | —              | —              | —              |                                               | Aftermath                                          |
| 1966                                      | «Lady Jane»                                                | —              | 24             | 5              | —              | —              | —              | —              | —              | —              | —              | —              | —              | —              | —              | 20             | —              | —              | —              | —              | —              | 5              |                                               | Aftermath                                          |
| 1966                                      | «Have You Seen Your Mother, Baby, Standing in the Shadow?» | 5              | 9              | 3              | 22             | —              | —              | —              | —              | —              | 6              | —              | —              | —              | 5              | 20             | 9              | —              | 12             | —              | —              | —              |                                               | Big Hits (High Tide and Green Grass)               |
| 1967                                      | «Let's Spend the Night Together»                           | 3              | 55             | 2              | 3              | —              | —              | 3              | 3              | —              | 2              | —              | —              | —              | 14             | 6              | 1              | —              | —              | —              | —              | —              |                                               | Between the Buttons                                |
| 1967                                      | «Ruby Tuesday»                                             | —              | 1              | —              | —              | 4              | —              | —              | —              | —              | —              | —              | 5              | —              | 6              | 7              | —              | —              | —              | —              | 1              | —              | Список - : Золотой                            | Between the Buttons                                |
| 1967                                      | «We Love You»                                              | 8              | 50             | 1              | 10             | —              | —              | 5              | 4              | —              | 9              | 5              | —              | —              | 14             | 10             | 2              | —              | —              | —              | 7              | 4              |                                               | Through the Past, Darkly (Big Hits Vol. 2)         |
| 1967                                      | «Dandelion»                                                | —              | 14             | —              | —              | —              | —              | —              | —              | —              | —              | —              | —              | —              | —              | —              | —              | —              | —              | —              | —              | —              |                                               | Through the Past, Darkly (Big Hits Vol. 2)         |
| 1967                                      | «In Another Land»                                          | —              | 87             | —              | —              | —              | —              | —              | —              | —              | —              | —              | —              | —              | —              | —              | —              | —              | —              | —              | —              | —              |                                               | Their Satanic Majesties Request                    |
| 1967                                      | «She's a Rainbow»                                          | —              | 25             | 6              | 10             | 7              | 3              | 8              | —              | 5              | —              | —              | —              | —              | —              | 21             | —              | —              | —              | —              | 3              | —              |                                               | Their Satanic Majesties Request                    |
| 1967                                      | «2000 Light Years from Home»                               | —              | —              | 3              | —              | —              | —              | —              | —              | —              | —              | —              | —              | —              | —              | —              | 5              | —              | —              | —              | —              | —              |                                               | Their Satanic Majesties Request                    |
| 1968                                      | «Jumpin' Jack Flash»                                       | 1              | 3              | 2              | 2              | —              | 2              | 3              | 2              | 5              | 3              | —              | —              | —              | 3              | 21             | 1              | 3              | 5              | —              | 10             | —              |                                               | Through the Past, Darkly (Big Hits Vol. 2)         |
| 1968                                      | «Street Fighting Man»                                      | —              | 48             | 8              | —              | —              | 4              | 7              | —              | —              | —              | —              | —              | —              | —              | 48             | 7              | —              | —              | —              | —              | —              |                                               | Beggars Banquet                                    |
| 1969                                      | «Sympathy for the Devil»                                   | —              | —              | —              | 4              | —              | —              | —              | 14             | —              | 15             | 43             | —              | —              | —              | —              | —              | —              | —              | —              | —              | —              |                                               | Beggars Banquet                                    |
| 1969                                      | «Honky Tonk Women»                                         | 1              | 1              | 4              | 13             | —              | 1              | 4              | 6              | —              | 2              | —              | —              | —              | 1              | 15             | 2              | —              | 2              | —              | 1              | —              | Список - : Золотой                            | Through the Past, Darkly (Big Hits Vol. 2)         |
| 1970                                      | «Live with Me»                                             | —              | —              | —              | 21             | —              | —              | —              | —              | —              | —              | —              | —              | —              | —              | —              | —              | —              | —              | —              | —              | —              |                                               | Let It Bleed                                       |
| 1970                                      | «(I Can't Get No) Satisfaction» (переиздание)              | —              | —              | 16             | —              | —              | —              | —              | —              | —              | —              | —              | —              | —              | —              | —              | —              | —              | —              | —              | —              | —              |                                               | Out of Our Heads                                   |
| 1971                                      | «Little Queenie» (Live)                                    | —              | —              | 12             | —              | —              | 5              | 12             | —              | —              | —              | —              | —              | —              | —              | 26             | 19             | —              | —              | —              | —              | —              |                                               | Get Yer Ya-Ya's Out! The Rolling Stones in Concert |
| 1971                                      | «Brown Sugar»                                              | 2              | 1              | 1              | 2              | —              | 1              | 10             | —              | —              | 4              | —              | 2              | 7              | 2              | 31             | 4              | 6              | 1              | —              | 8              | —              | Список - : Серебряный                         | Sticky Fingers                                     |
| 1971                                      | «Wild Horses»                                              | —              | 28             | —              | —              | —              | —              | —              | —              | —              | —              | 53             | —              | —              | —              | —              | —              | —              | —              | —              | —              | —              |                                               | Sticky Fingers                                     |
| 1971                                      | «Street Fighting Man»                                      | 21             | —              | —              | —              | —              | —              | 7              | —              | —              | —              | —              | —              | —              | —              | —              | —              | —              | —              | —              | —              | —              |                                               | Beggars Banquet                                    |
| 1972                                      | «Let It Rock» (Live)                                       | —              | —              | —              | —              | —              | —              | —              | —              | —              | —              | —              | —              | —              | —              | —              | 25             | —              | —              | —              | —              | —              |                                               | «Brown Sugar» (сторона Б)                          |
| 1972                                      | «Tumbling Dice»                                            | 5              | 7              | 5              | —              | —              | 3              | —              | —              | —              | —              | —              | 5              | —              | 14             | —              | —              | 1              | 7              | 10             | —              | —              |                                               | Exile on Main St.                                  |
| 1972                                      | «Sweet Black Angel»                                        | —              | —              | —              | 21             | —              | —              | —              | —              | —              | —              | —              | —              | —              | —              | —              | —              | —              | —              | —              | —              | —              |                                               | Exile on Main St.                                  |
| 1972                                      | «Rocks Off»                                                | —              | —              | —              | 13             | —              | —              | —              | —              | —              | —              | —              | —              | —              | —              | —              | —              | —              | —              | —              | —              | —              |                                               | Exile on Main St.                                  |
| 1972                                      | «Happy»                                                    | —              | 22             | —              | 5              | —              | —              | —              | —              | —              | —              | —              | —              | —              | —              | —              | —              | —              | —              | —              | —              | —              |                                               | Exile on Main St.                                  |
| 1972                                      | «All Down the Line»                                        | —              | —              | —              | —              | —              | —              | —              | —              | —              | —              | —              | —              | —              | —              | —              | —              | —              | —              | —              | —              | —              |                                               | Exile on Main St.                                  |
| 1973                                      | «You Can't Always Get What You Want»                       | —              | 42             | —              | —              | —              | —              | —              | —              | —              | —              | —              | —              | —              | —              | —              | —              | —              | —              | —              | —              | —              |                                               | Let It Bleed                                       |
| 1973                                      | «Sad Day»                                                  | —              | —              | 19             | —              | —              | —              | —              | —              | —              | —              | —              | —              | —              | —              | —              | —              | —              | —              | —              | —              | —              |                                               | «19th Nervous Breakdown» (сторона Б)               |
| 1973                                      | «Angie»                                                    | 5              | 1              | 1              | 1              | —              | 1              | 8              | —              | —              | 1              | —              | 5              | 1              | 9              | 1              | 2              | —              | 1              | —              | —              | —              | Список - : Золотой - : Золотой - : Серебряный | Goats Head Soup                                    |
| 1973                                      | «Sympathy for the Devil» (переиздание)                     | —              | —              | 14             | —              | —              | —              | —              | —              | —              | —              | —              | —              | —              | —              | —              | —              | —              | —              | —              | —              | —              |                                               | Beggars Banquet                                    |
| 1973                                      | «Doo Doo Doo Doo Doo (Heartbreaker)»                       | —              | 15             | —              | —              | —              | —              | —              | —              | —              | —              | —              | —              | —              | —              | —              | —              | —              | —              | —              | —              | —              |                                               | Goats Head Soup                                    |
| 1974                                      | «Star Star»                                                | —              | —              | 21             | 2              | —              | 7              | —              | —              | —              | —              | —              | —              | —              | —              | —              | 32             | —              | —              | —              | —              | —              |                                               | Goats Head Soup                                    |
| 1974                                      | «It's Only Rock 'n Roll (But I Like It)»                   | 10             | 16             | 17             | 3              | —              | —              | —              | —              | —              | 8              | —              | —              | —              | 6              | 35             | 36             | —              | 13             | —              | —              | —              |                                               | It's Only Rock 'n' Roll                            |
| 1974                                      | «Ain't Too Proud to Beg»                                   | —              | 17             | —              | 11             | —              | —              | —              | —              | —              | —              | —              | —              | —              | —              | —              | —              | —              | —              | —              | —              | —              |                                               | It's Only Rock 'n' Roll                            |
| 1974                                      | «Dance Little Sister»                                      | —              | —              | —              | 19             | —              | —              | —              | —              | —              | —              | —              | —              | —              | —              | —              | —              | —              | —              | —              | —              | —              |                                               | It's Only Rock 'n' Roll                            |
| 1975                                      | «I Don't Know Why»                                         | —              | 42             | —              | —              | —              | —              | —              | —              | —              | —              | —              | —              | —              | —              | —              | —              | —              | —              | —              | —              | —              |                                               | Metamorphosis                                      |
| 1975                                      | «Out of Time»                                              | 45             | 81             | —              | —              | —              | —              | —              | —              | —              | —              | —              | —              | —              | —              | —              | —              | —              | —              | —              | —              | —              |                                               | Metamorphosis                                      |
| 1976                                      | «Fool to Cry»                                              | 6              | 10             | 8              | 2              | —              | —              | —              | —              | 38             | 8              | —              | —              | 16             | 6              | 28             | —              | —              | 11             | —              | —              | —              |                                               | Black and Blue                                     |
| 1976                                      | «Hot Stuff»                                                | —              | 49             | —              | —              | —              | —              | —              | —              | —              | —              | —              | —              | —              | —              | 44             | —              | —              | —              | —              | —              | —              |                                               | Black and Blue                                     |
| 1978                                      | «Miss You»                                                 | 3              | 1              | 2              | 1              | —              | 11             | 13             | —              | 8              | 11             | 6              | —              | —              | 3              | 10             | 12             | —              | 1              | —              | —              | —              | Список - : Золотой - : Серебряный             | Some Girls                                         |
| 1978                                      | «Beast of Burden»                                          | —              | 8              | —              | —              | —              | —              | —              | —              | —              | —              | —              | —              | —              | —              | —              | —              | —              | —              | —              | —              | —              |                                               | Some Girls                                         |
| 1978                                      | «Respectable»                                              | 23             | —              | 18             | —              | —              | —              | —              | —              | —              | —              | —              | —              | —              | 16             | —              | —              | —              | —              | —              | —              | —              |                                               | Some Girls                                         |
| 1978                                      | «Shattered»                                                | —              | 31             | —              | —              | —              | —              | —              | —              | —              | —              | —              | —              | —              | —              | —              | —              | —              | —              | —              | —              | —              |                                               | Some Girls                                         |
| «—» ставится, если сингл не попал в чарт. |                                                            |                |                |                |                |                |                |                |                |                |                |                |                |                |                |                |                |                |                |                |                |                |                                               |                                                    |

### 1980—1993
| Дата релиза                               | Сингл                                         | Места в чартах | Места в чартах | Места в чартах | Места в чартах | Места в чартах | Места в чартах | Места в чартах | Места в чартах | Места в чартах | Места в чартах | Места в чартах | Места в чартах | Места в чартах | Места в чартах | Места в чартах | Места в чартах | Сертификации       | Альбом                             |
| Дата релиза                               | Сингл                                         | ВЕЛ            | США            | НИД            | ФРА            | АВС            | ШВА            | АВТ            | НОЗ            | НОР            | ШВЕ            | ЮЖН            | БЕЛ            | ИРЯ            | ИТА            | ГЕР            | КАН            | Сертификации       | Альбом                             |
| ----------------------------------------- | --------------------------------------------- | -------------- | -------------- | -------------- | -------------- | -------------- | -------------- | -------------- | -------------- | -------------- | -------------- | -------------- | -------------- | -------------- | -------------- | -------------- | -------------- | ------------------ | ---------------------------------- |
| 1980                                      | «Emotional Rescue»                            | 9              | 3              | 5              | 15             | 8              | 11             | 9              | 16             | —              | —              | 4              | 16             | 6              | —              | 15             | 2              |                    | Emotional Rescue                   |
| 1980                                      | «She's So Cold»                               | 33             | 26             | 23             | —              | —              | —              | —              | 26             | —              | —              | —              | —              | 24             | —              | —              | 11             |                    | Emotional Rescue                   |
| 1981                                      | «If I Was a Dancer (Dance Pt. 2)»             | —              | —              | —              | —              | —              | —              | —              | —              | —              | —              | —              | —              | —              | —              | —              | —              |                    | Sucking in the Seventies           |
| 1981                                      | «Start Me Up»                                 | 7              | 2              | 5              | 9              | 1              | 5              | 14             | 33             | 8              | 14             | 7              | —              | 11             | 43             | 36             | 2              |                    | Tattoo You                         |
| 1981                                      | «Little T&A»                                  | —              | —              | —              | —              | —              | —              | —              | —              | —              | —              | —              | —              | —              | —              | —              | —              |                    | Tattoo You                         |
| 1981                                      | «Waiting on a Friend»                         | 50             | 13             | 17             | —              | —              | —              | —              | —              | —              | —              | —              | —              | —              | —              | —              | —              |                    | Tattoo You                         |
| 1982                                      | «Hang Fire»                                   | —              | 20             | —              | —              | —              | —              | —              | —              | —              | —              | —              | —              | —              | —              | —              | —              |                    | Tattoo You                         |
| 1982                                      | «Going to a Go-Go» (Live)                     | 26             | 25             | 3              | —              | —              | 9              | 16             | 24             | 5              | 18             | —              | —              | 18             | —              | —              | —              |                    | Still Life (American Concert 1981) |
| 1982                                      | «Time Is on My Side» (Live)                   | 62             | —              | —              | —              | —              | —              | —              | —              | —              | —              | —              | —              | —              | —              | —              | —              |                    | Still Life (American Concert 1981) |
| 1983                                      | «Undercover of the Night»                     | 11             | 9              | 4              | 13             | —              | 18             | 19             | 10             | 8              | 15             | —              | —              | 10             | 28             | 20             | 11             |                    | Undercover                         |
| 1983                                      | «Too Much Blood»                              | —              | —              | —              | —              | —              | —              | —              | —              | —              | —              | —              | —              | —              | —              | —              | —              |                    | Undercover                         |
| 1984                                      | «She Was Hot»                                 | 42             | 44             | 18             | —              | —              | —              | —              | 46             | —              | —              | —              | —              | 30             | —              | 54             | —              |                    | Undercover                         |
| 1984                                      | «Think I’m Going Mad»                         | —              | —              | —              | —              | —              | —              | —              | —              | —              | —              | —              | —              | —              | —              | —              | —              |                    | «She Was Hot» (Сторона Б)          |
| 1984                                      | «Too Tough»                                   | —              | —              | —              | —              | —              | —              | —              | —              | —              | —              | —              | —              | —              | —              | —              | —              |                    | Undercover                         |
| 1984                                      | «Brown Sugar» (переиздание)                   | 58             | —              | —              | —              | —              | —              | —              | —              | —              | —              | —              | —              | —              | —              | —              | —              |                    | Sticky Fingers                     |
| 1986                                      | «Harlem Shuffle»                              | 13             | 5              | 5              | 28             | 6              | 10             | 13             | 1              | 6              | 11             | —              | —              | 8              | 7              | 11             | 5              | Список - : Золотой | Dirty Work                         |
| 1986                                      | «Winning Ugly»                                | —              | —              | —              | —              | —              | —              | —              | —              | —              | —              | —              | —              | —              | —              | —              | —              |                    | Dirty Work                         |
| 1986                                      | «One Hit (To the Body)»                       | 80             | 28             | 50             | —              | —              | —              | —              | —              | —              | —              | —              | —              | —              | —              | —              | —              |                    | Dirty Work                         |
| 1989                                      | «Mixed Emotions»                              | 36             | 5              | 9              | 41             | 25             | 24             | 17             | 9              | 9              | 15             | —              | —              | 17             | 29             | 20             | 1              |                    | Steel Wheels                       |
| 1989                                      | «Sad Sad Sad»                                 | —              | —              | 71             | —              | —              | —              | —              | —              | —              | —              | —              | —              | —              | —              | —              | —              |                    | Steel Wheels                       |
| 1989                                      | «Rock and a Hard Place»                       | 63             | 23             | 23             | —              | —              | —              | —              | —              | —              | —              | —              | —              | —              | —              | —              | —              |                    | Steel Wheels                       |
| 1990                                      | «Almost Hear You Sigh»                        | 31             | 50             | 11             | —              | —              | —              | —              | —              | —              | —              | —              | 27             | —              | —              | 58             | —              |                    | Steel Wheels                       |
| 1990                                      | «Paint It, Black» (переиздание)               | 61             | —              | 1              | —              | —              | —              | —              | —              | —              | —              | —              | —              | —              | —              | —              | —              |                    | Aftermath (US)                     |
| 1990                                      | «Angie» (переиздание)                         | —              | —              | 1              | —              | —              | —              | —              | —              | —              | —              | —              | —              | —              | —              | —              | —              |                    | Goats Head Soup                    |
| 1990                                      | «She's a Rainbow» (переиздание)               | —              | —              | —              | —              | —              | —              | —              | —              | —              | —              | —              | —              | —              | —              | —              | —              |                    | Their Satanic Majesties Request    |
| 1990                                      | «Terrifying»                                  | 82             | —              | 58             | —              | —              | —              | —              | —              | —              | —              | —              | —              | —              | —              | —              | —              |                    | Steel Wheels                       |
| 1990                                      | «(I Can't Get No) Satisfaction» (переиздание) | —              | —              | 13             | —              | —              | —              | —              | —              | —              | —              | —              | —              | —              | —              | —              | —              |                    | Out of Our Heads (US)              |
| 1991                                      | «Highwire»                                    | 29             | 57             | 6              | 28             | —              | 14             | 23             | 32             | 4              | 14             | —              | —              | 16             | 22             | 27             | 10             |                    | Flashpoint                         |
| 1991                                      | «Ruby Tuesday» (Live)                         | 59             | —              | 34             | —              | —              | 27             | —              | —              | —              | —              | —              | —              | —              | —              | —              | —              |                    | Flashpoint                         |
| 1991                                      | «Sex Drive»                                   | —              | —              | 24             | —              | —              | —              | —              | —              | —              | 31             | —              | —              | —              | —              | —              | —              |                    | Flashpoint                         |
| 1991                                      | «Jumpin' Jack Flash» (Live)                   | —              | —              | 67             | —              | —              | —              | —              | —              | —              | —              | —              | —              | —              | —              | —              | —              |                    | Flashpoint                         |
| «—» ставится, если сингл не попал в чарт. |                                               |                |                |                |                |                |                |                |                |                |                |                |                |                |                |                |                |                    |                                    |

### 1994—2013
| Дата релиза                               | Сингл                                  | Места в чартах | Места в чартах | Места в чартах | Места в чартах | Места в чартах | Места в чартах | Места в чартах | Места в чартах | Места в чартах | Места в чартах | Места в чартах | Места в чартах | Места в чартах | Места в чартах | Места в чартах | Места в чартах | Места в чартах | Места в чартах | Альбом                          |
| Дата релиза                               | Сингл                                  | ВЕЛ            | США            | НИД            | ФРА            | АВС            | ШВА            | АВТ            | ДАН            | ФИН            | НОЗ            | НОР            | ИСП            | ШВЕ            | БЕЛ            | ИРЯ            | ИТА            | ГЕР            | КАН            | Альбом                          |
| ----------------------------------------- | -------------------------------------- | -------------- | -------------- | -------------- | -------------- | -------------- | -------------- | -------------- | -------------- | -------------- | -------------- | -------------- | -------------- | -------------- | -------------- | -------------- | -------------- | -------------- | -------------- | ------------------------------- |
| 1994                                      | «Love Is Strong»                       | 14             | 91             | 6              | —              | 47             | 29             | —              | —              | 3              | 12             | 3              | —              | 27             | —              | —              | —              | 40             | 2              | Voodoo Lounge                   |
| 1994                                      | «You Got Me Rocking»                   | 23             | 113            | 39             | —              | —              | —              | —              | —              | —              | —              | —              | —              | —              | —              | —              | —              | —              | —              | Voodoo Lounge                   |
| 1994                                      | «Out of Tears»                         | 36             | 60             | 37             | 38             | 43             | —              | —              | —              | —              | 36             | —              | —              | —              | —              | —              | —              | —              | 12             | Voodoo Lounge                   |
| 1995                                      | «Sparks Will Fly»                      | —              | —              | —              | —              | —              | —              | —              | —              | —              | —              | —              | —              | —              | —              | —              | —              | —              | —              | Voodoo Lounge                   |
| 1995                                      | «I Go Wild»                            | 29             | —              | 48             | —              | —              | —              | —              | —              | —              | —              | —              | —              | —              | —              | —              | —              | 61             | —              | Voodoo Lounge                   |
| 1995                                      | «Like a Rolling Stone» (Live)          | 12             | 109            | 10             | 45             | 47             | —              | 36             | —              | 8              | —              | 9              | —              | 7              | 34             | —              | 10             | 48             | 22             | Stripped                        |
| 1997                                      | «Anybody Seen My Baby?»                | 22             | —              | 25             | —              | —              | 26             | 12             | —              | 11             | —              | 14             | 4              | 18             | 2              | —              | 10             | 24             | 1              | Bridges to Babylon              |
| 1997                                      | «Flip the Switch»                      | —              | —              | —              | —              | —              | —              | —              | —              | —              | —              | —              | —              | —              | —              | —              | —              | —              | —              | Bridges to Babylon              |
| 1998                                      | «Saint of Me»                          | 26             | 94             | 52             | —              | —              | —              | —              | —              | —              | —              | —              | —              | —              | —              | —              | —              | 68             | —              | Bridges to Babylon              |
| 1998                                      | «Out of Control»                       | —              | —              | —              | —              | —              | —              | —              | —              | —              | —              | —              | —              | —              | —              | —              | —              | —              | —              | Bridges to Babylon              |
| 1998                                      | «Gimme Shelter» (Live)                 | —              | —              | —              | —              | —              | —              | —              | —              | —              | —              | —              | —              | —              | —              | —              | —              | —              | —              | No Security                     |
| 2002                                      | «Don’t Stop»                           | 36             | —              | —              | 97             | —              | 29             | —              | —              | —              | —              | —              | —              | —              | —              | —              | 40             | 52             | —              | Forty Licks                     |
| 2003                                      | «Sympathy for the Devil» (Remix)       | 14             | 97             | 10             | —              | —              | 25             | —              | —              | —              | —              | —              | —              | —              | 14             | 14             | 14             | 18             | —              | Beggars Banquet                 |
| 2005                                      | «Streets of Love»                      | 15             | —              | 5              | —              | —              | 21             | 26             | 4              | 10             | —              | 14             | 1              | 5              | 6              | 27             | 20             | 15             | —              | A Bigger Bang                   |
| 2005                                      | «Rough Justice»                        | —              | —              | —              | —              | —              | —              | —              | —              | —              | —              | —              | —              | —              | —              | —              | —              | —              | —              | A Bigger Bang                   |
| 2005                                      | «Oh No, Not You Again»                 | —              | —              | —              | —              | —              | —              | —              | —              | —              | —              | —              | —              | —              | —              | —              | —              | —              | —              | A Bigger Bang                   |
| 2005                                      | «Rain Fall Down»                       | 33             | —              | 31             | —              | —              | 77             | —              | —              | —              | —              | —              | —              | 51             | —              | —              | 33             | 80             | —              | A Bigger Bang                   |
| 2006                                      | «Brown Sugar» (переиздание)            | —              | —              | —              | —              | —              | —              | —              | —              | —              | —              | —              | —              | —              | —              | —              | —              | —              | —              | Sticky Fingers                  |
| 2006                                      | «Biggest Mistake»                      | 51             | —              | 77             | —              | —              | —              | —              | —              | —              | —              | —              | —              | —              | —              | —              | 45             | 94             | —              | A Bigger Bang                   |
| 2007                                      | «Gimme Shelter» (переиздание)          | 76             | —              | —              | —              | —              | —              | —              | —              | —              | —              | —              | —              | —              | —              | —              | —              | —              | —              | Let It Bleed                    |
| 2007                                      | «Paint It, Black» (переиздание)        | 70             | —              | —              | —              | —              | —              | —              | —              | —              | —              | —              | —              | —              | —              | —              | —              | —              | —              | Aftermath                       |
| 2007                                      | «She's a Rainbow» (переиздание)        | 124            | —              | —              | —              | —              | —              | —              | —              | —              | —              | —              | —              | —              | —              | —              | —              | —              | —              | Their Satanic Majesties Request |
| 2008                                      | «Sympathy for the Devil» (переиздание) | 158            | —              | —              | —              | —              | —              | —              | —              | —              | —              | —              | —              | —              | —              | —              | —              | —              | —              | Beggars Banquet                 |
| 2009                                      | «Wild Horses» (переиздание)            | 124            | —              | —              | —              | —              | —              | —              | —              | —              | —              | —              | —              | —              | —              | —              | —              | —              | —              | Sticky Fingers                  |
| 2010                                      | «Plundered My Soul»                    | 200            | 2              | 3              | 15             | —              | —              | —              | —              | —              | —              | —              | —              | 27             | —              | —              | —              | —              | —              | Exile on Main St.               |
| 2011                                      | «Brown Sugar» (переиздание)            | —              | —              | —              | —              | —              | —              | —              | —              | —              | —              | —              | —              | —              | —              | —              | —              | —              | —              | Sticky Fingers                  |
| 2011                                      | «No Spare Parts»                       | —              | —              | —              | —              | —              | —              | —              | —              | —              | —              | —              | —              | —              | —              | —              | —              | —              | —              | Some Girls                      |
| 2012                                      | «Start Me Up» (переиздание)            | 147            | —              | —              | —              | —              | —              | —              | —              | —              | —              | —              | —              | —              | —              | —              | —              | —              | —              | Tattoo You                      |
| 2012                                      | «Doom and Gloom»                       | 61             | —              | 17             | 44             | —              | —              | 60             | —              | —              | —              | —              | 38             | —              | 37/39          | —              | —              | 64             | —              | GRRR!                           |
| 2013                                      | «One More Shot»                        | —              | —              | —              | —              | —              | —              | —              | —              | —              | —              | —              | —              | —              | —              | —              | —              | —              | —              | GRRR!                           |
| «—» ставится, если сингл не попал в чарт. |                                        |                |                |                |                |                |                |                |                |                |                |                |                |                |                |                |                |                |                |                                 |

## Видеоальбомы
| Год                                        | Детали | Высшие позиции в чартах | Высшие позиции в чартах | Высшие позиции в чартах | Высшие позиции в чартах | Высшие позиции в чартах | Высшие позиции в чартах | Высшие позиции в чартах | Высшие позиции в чартах | Высшие позиции в чартах | Высшие позиции в чартах | Высшие позиции в чартах | Высшие позиции в чартах | Высшие позиции в чартах | Сертификации                                                                     |
| Год                                        | Детали | ВЕЛ                     | АВТ                     | ГЕР                     | ДАН                     | НИД                     | ИРЯ                     | ИСП                     | ШВЕ                     | ШВА                     | НОЗ                     | БЕЛ                     | ВЕН                     | ЕВР                     | Сертификации                                                                     |
| ------------------------------------------ | --- | ----------------------- | ----------------------- | ----------------------- | ----------------------- | ----------------------- | ----------------------- | ----------------------- | ----------------------- | ----------------------- | ----------------------- | ----------------------- | ----------------------- | ----------------------- | -------------------------------------------------------------------------------- |
| 1966                                       | Charlie Is My Darling Детали - Релиз: Октябрь - Лейбл: ABKCO Records - Формат: DVD, Blu-ray                                                 | 11                      | 3                       | 54                      | 5                       | 12                      | 3                       | 14                      | 6                       | 8                       | —                       | —                       | —                       | —                       |                                                                                  |
| 1968                                       | One Plus One/Sympathy for the Devil Детали - Релиз: 30 ноября - Лейбл: Abkco - Формат: DVD, LD                                              | —                       | —                       | —                       | —                       | —                       | —                       | —                       | —                       | —                       | —                       | —                       | —                       | —                       |                                                                                  |
| 1970                                       | Gimme Shelter Детали - Релиз: 6 декабря - Лейбл: The Criterion Collection - Формат: DVD, LD                                                 | —                       | —                       | —                       | —                       | —                       | —                       | —                       | —                       | —                       | —                       | —                       | —                       | —                       | Список - : Золотой                                                               |
| 1972                                       | Cocksucker Blues Детали - Релиз: 1972 - Лейбл: 4Reel Productions - Формат: DVD                                                              | —                       | —                       | —                       | —                       | —                       | —                       | —                       | —                       | —                       | —                       | —                       | —                       | —                       |                                                                                  |
| 1974                                       | Ladies and Gentlemen: The Rolling Stones Детали - Релиз: 1974 - Лейбл: Eagle Vision - Формат: DVD, Blu-ray                                  | 1                       | 2                       | 20                      | 2                       | 6                       | —                       | —                       | 1                       | 1                       | 4                       | 3/2                     | 8                       | —                       | Список - : 2×Платиновый - : Золотой - : Золотой - : Золотой                      |
| 1983                                       | The Stones In The Park Детали - Релиз: 1983 - Лейбл: BMG, Granada Television - Формат: DVD, VHS                                             | —                       | —                       | 68                      | —                       | —                       | —                       | —                       | —                       | —                       | —                       | —                       | —                       | —                       |                                                                                  |
| 1983                                       | Undercover Of The Night Детали - Релиз: 1983 - Лейбл: Rolling Stones Records - Формат: VHS                                                  | —                       | —                       | —                       | —                       | —                       | —                       | —                       | —                       | —                       | —                       | —                       | —                       | —                       |                                                                                  |
| 1984                                       | Video Rewind — Great Video Hits Детали - Релиз: 1984 - Лейбл: Vestron Music Video - Формат: VHS, CED, LD                                    | —                       | —                       | —                       | —                       | —                       | —                       | —                       | —                       | —                       | —                       | —                       | —                       | —                       |                                                                                  |
| 1985                                       | Let's Spend the Night Together Детали - Релиз: 1985 - Лейбл: Embassy Pictures Release - Формат: DVD, LD                                     | —                       | —                       | —                       | —                       | —                       | —                       | —                       | —                       | —                       | —                       | —                       | —                       | 4                       |                                                                                  |
| 1989                                       | 25x5 – The Continuing Adventures of the Rolling Stones Детали - Релиз: 1989 - Лейбл: CMV Enterprises - Формат: VHS, 2×LD                    | —                       | —                       | —                       | —                       | —                       | —                       | —                       | —                       | —                       | —                       | —                       | —                       | —                       | Список - : Платиновый - : 2×Платиновый - : Золотой                               |
| 1994                                       | Stones at the Max Детали - Релиз: 1994 - Лейбл: Polygram Video - Формат: DVD, Blu-ray, VHS                                                  | —                       | —                       | —                       | —                       | —                       | —                       | —                       | —                       | —                       | —                       | —                       | —                       | —                       | Список - : Золотой                                                               |
| 1994                                       | Sympathy For The Devil Детали - Релиз: 1994 - Лейбл: ABKCO Films - Формат: DVD, LD                                                          | —                       | —                       | —                       | —                       | —                       | —                       | —                       | —                       | —                       | —                       | —                       | —                       | —                       |                                                                                  |
| 1996                                       | The Rolling Stones: Voodoo Lounge Live Детали - Релиз: 1996 - Лейбл: MAWA Film & Medien - Формат: DVD                                       | —                       | —                       | —                       | —                       | —                       | —                       | —                       | —                       | —                       | —                       | —                       | —                       | —                       | Список - : Золотой                                                               |
| 1996                                       | The Rolling Stones Rock and Roll Circus Детали - Релиз: 1996 - Лейбл: ABKCO Records - Формат: VHS, DVD                                      | —                       | —                       | —                       | —                       | —                       | —                       | —                       | —                       | —                       | —                       | —                       | —                       | —                       | Список - : Платиновый                                                            |
| 1998                                       | Bridges to Babylon Tour '97–98 Детали - Релиз: Декабря 1998 - Лейбл: Warner Home Video - Формат: 2×DVD, VHS                                 | —                       | —                       | —                       | —                       | —                       | —                       | —                       | —                       | —                       | —                       | —                       | 2                       | —                       |                                                                                  |
| 2000                                       | Gimme Shelter Детали - Релиз: 2000 - Лейбл: Warner Home Video - Формат: DVD, LD                                                             | —                       | —                       | —                       | —                       | —                       | —                       | —                       | —                       | —                       | —                       | —                       | —                       | —                       |                                                                                  |
| 2003                                       | Four Flicks Детали - Релиз: 11 ноября - Лейбл: TGA DVD - Формат: 4×DVD                                                                      | —                       | 3                       | 38                      | —                       | 2                       | —                       | 4                       | 3                       | 93                      | —                       | —                       | 2                       | —                       | Список - : 2×Бриллиантовый - : Золотой - : Золотой - : Золотой - : 19×Платиновый |
| 2006                                       | The Swinging 60’s Детали - Релиз: 2006 - Лейбл: Silverscreen Investment Limited - Формат: DVD                                               | —                       | —                       | —                       | —                       | —                       | —                       | —                       | —                       | —                       | —                       | —                       | —                       | —                       |                                                                                  |
| 2006                                       | Time Is On Our Side Детали - Релиз: 2006 - Лейбл: Universal - Формат: DVD                                                                   | —                       | —                       | —                       | —                       | —                       | —                       | —                       | —                       | —                       | —                       | —                       | —                       | —                       |                                                                                  |
| 2007                                       | The Biggest Bang Детали - Релиз: Июнь 2007 - Лейбл: Redline Entertainment - Формат: Blu-ray, DVD                                            | —                       | —                       | 1                       | 1                       | 1                       | 2                       | 1                       | 1                       | 22                      | 11                      | —                       | 3                       | —                       | Список - : 7×Платиновый - : Золотой - : Платиновый - : Золотой                   |
| 2008                                       | Shine a Light Детали - Релиз: 4 апреля - Лейбл: Universal Music Group - Формат: 2×DVD                                                       | —                       | —                       | —                       | —                       | —                       | —                       | —                       | —                       | —                       | —                       | —                       | —                       | 7                       |                                                                                  |
| 2010                                       | Ladies & Gentlemen Детали - Релиз: 2010 - Лейбл: Eagle Rock Entertainment - Формат: DVD, Blu-ray                                            | —                       | —                       | —                       | —                       | —                       | —                       | —                       | —                       | —                       | —                       | —                       | —                       | —                       |                                                                                  |
| 2010                                       | Stones in Exile Детали - Релиз: 19 мая - Лейбл: Eagle Rock Entertainment - Формат: DVD                                                      | 3                       | 2                       | 27                      | 4                       | 4                       | —                       | —                       | 2                       | 3                       | —                       | —                       | —                       | —                       | Список - : Платиновый - : Золотой                                                |
| 2011                                       | 4 Ed Sullivan Shows Детали - Релиз: 4 октября 2011 - Лейбл: SOFA Entertainment - Формат: 2×DVD                                              | —                       | —                       | —                       | —                       | —                       | —                       | —                       | —                       | —                       | —                       | —                       | —                       | —                       |                                                                                  |
| 2011                                       | Some Girls: Live in Texas '78 Детали - Релиз: 15 ноября - Лейбл: Eagle Rock Entertainment, Polydor - Формат: DVD, Blu-ray                   | —                       | —                       | 34                      | —                       | —                       | —                       | —                       | —                       | —                       | —                       | —                       | —                       | —                       | Список - : Золотой                                                               |
| 2011                                       | 6 Ed Sullivan Shows Starring The Rolling Stones Детали - Релиз: 2011 - Лейбл: SOFA Entertainment - Формат: 2xDVD                            | —                       | —                       | —                       | —                       | —                       | —                       | —                       | —                       | —                       | —                       | —                       | —                       | —                       |                                                                                  |
| 2012                                       | 17 Clips Детали - Релиз: 2012 - Лейбл: ? - Формат: Blu-ray                                                                                  | —                       | —                       | —                       | —                       | —                       | —                       | —                       | —                       | —                       | —                       | —                       | —                       | —                       |                                                                                  |
| 2012                                       | Muddy Waters & The Rolling Stones Live At The Checkerboard Lounge, Chicago 1981 Детали - Релиз: 10 июля - Лейбл: Eagle Vision - Формат: DVD | 6                       | 1                       | 36                      | —                       | 2                       | —                       | —                       | 2                       | 3                       | —                       | —                       | —                       | —                       | Список - : Золотой                                                               |
| 2012                                       | Crossfire Hurricane Детали - Релиз: 18 октября - Лейбл: Eagle Vision - Формат: DVD                                                          | 1                       | 4                       | 50                      | 8                       | —                       | 9                       | —                       | 3                       | 2                       | —                       | —                       | —                       | —                       | Список - : Платиновый                                                            |
| ?                                          | Live In Buenos Aires Детали - Лейбл: Showtime - Формат: DVD                                                                                 | —                       | —                       | —                       | —                       | —                       | —                       | —                       | —                       | —                       | —                       | —                       | —                       | —                       |                                                                                  |
| «—» ставится, если альбом не попал в чарт. | |                         |                         |                         |                         |                         |                         |                         |                         |                         |                         |                         |                         |                         |                                                                                  |

## Видеоклипы
Данный список составлен на основе информации сайта mvdbase.com.
| Год  | Название                                                   | Режиссёр(ы)                    |
| ---- | ---------------------------------------------------------- | ------------------------------ |
|      | «On the Street Again»                                      |                                |
| 1963 | «Pretty Thing»                                             | Джорджио Гомельский            |
| 1963 | «It’s all right babe»                                      | Джорджио Гомельский            |
| 1964 | «It's All Over Now»                                        |                                |
| 1964 | «Time Is on My Side»                                       | Марк Пайнс                     |
| 1965 | «(I Can't Get No) Satisfaction»                            |                                |
| 1966 | «Under My Thumb»                                           |                                |
| 1966 | «Have You Seen Your Mother, Baby, Standing in the Shadow?» | Питер Уайтхэд                  |
| 1966 | «Lady Jane»                                                | Питер Уайтхэд                  |
| 1967 | «Let's Spend the Night Together»                           | Питер Уайтхэд                  |
| 1967 | «Ruby Tuesday»                                             | Питер Уайтхэд                  |
| 1967 | «We Love You»                                              | Питер Уайтхэд                  |
| 1967 | «Dandelion»                                                | Питер Уайтхэд                  |
| 1967 | «She's a Rainbow»                                          | Майкл Линдсэй-Хогг             |
| 1967 | «2000 Light Years from Home»                               | Майкл Линдсэй-Хогг             |
| 1968 | «Jumpin' Jack Flash»                                       | Майкл Линдсэй-Хогг             |
| 1968 | «Child of the Moon»                                        | Майкл Линдсэй-Хогг             |
| 1969 | «Paint It, Black»                                          | Майкл Линдсэй-Хогг             |
| 1971 | «Brown Sugar»                                              |                                |
| 1972 | «Hip Shake»                                                |                                |
| 1972 | «Loving Cup»                                               |                                |
| 1972 | «Tumbling Dice»                                            |                                |
| 1973 | «Angie»                                                    | Майкл Линдсэй-Хогг             |
| 1973 | «Doo Doo Doo Doo Doo (Heartbreaker)»                       | Майкл Линдсэй-Хогг             |
| 1973 | «Silver Train»                                             | Майкл Линдсэй-Хогг             |
| 1973 | «Dancing with Mr. D»                                       | Майкл Линдсэй-Хогг             |
| 1974 | «It's Only Rock 'n Roll (But I Like It)»                   | Майкл Линдсэй-Хогг             |
| 1974 | «Ain’t Too Proud to Beg»                                   | Майкл Линдсэй-Хогг             |
| 1974 | «Till the Next Goodbye»                                    | Майкл Линдсэй-Хогг             |
| 1974 | «Fingerprint File»                                         | Майкл Линдсэй-Хогг             |
| 1976 | «Fool to Cry»                                              | Майкл Линдсэй-Хогг             |
| 1976 | «Crazy Mama»                                               | Майкл Линдсэй-Хогг             |
| 1976 | «Hey Negrita»                                              | Майкл Линдсэй-Хогг             |
| 1976 | «Hot Stuff»                                                | Майкл Линдсэй-Хогг             |
| 1978 | «Miss You»                                                 | Майкл Линдсэй-Хогг             |
| 1978 | «Far Away Eyes»                                            | Майкл Линдсэй-Хогг             |
| 1978 | «Respectable»                                              | Майкл Линдсэй-Хогг             |
| 1978 | «Shattered»                                                |                                |
| 1980 | «Emotional Rescue»                                         | Адам Фрайдмэн                  |
| 1980 | «Where the Boys Go»                                        | Адам Фрайдмэн                  |
| 1980 | «Down in the Hole»                                         | Адам Фрайдмэн                  |
| 1980 | «She's So Cold»                                            | Дэвид Маллет                   |
| 1981 | «Start Me Up»                                              | Майкл Линдсэй-Хогг             |
| 1981 | «Worried About You»                                        | Майкл Линдсэй-Хогг             |
| 1981 | «Neighbours»                                               | Майкл Линдсэй-Хогг             |
| 1981 | «Waiting on a Friend»                                      | Майкл Линдсэй-Хогг             |
| 1982 | «Hang Fire»                                                | Майкл Линдсэй-Хогг             |
| 1982 | «Going to a Go-Go» (live)                                  | Хэл Эшби                       |
| 1982 | «Time Is on My Side» (live)                                | Руди Долезал и Ханнес Россачер |
| 1983 | «Undercover of the Night»                                  | Джулиэн Тэмпл                  |
| 1984 | «She Was Hot»                                              | Джулиэн Тэмпл                  |
| 1984 | «Too Much Blood»                                           | Джулиэн Тэмпл                  |
| 1986 | «Harlem Shuffle»                                           | Ральф Бакши                    |
| 1986 | «One Hit (To the Body)»                                    | Рассел Малкэхи                 |
| 1989 | «Mixed Emotions»                                           | Джеймс Сигнорелли              |
| 1989 | «Rock and a Hard Place»                                    | Уэйн Ишам                      |
| 1989 | «Sad Sad Sad»                                              | Джулиэн Тэмпл                  |
| 1990 | «Almost Hear You Sigh»                                     | Джейк Скотт                    |
| 1990 | «Terrifying»                                               | Джим Гэйбл                     |
| 1991 | «Highwire»                                                 | Джулиэн Тэмпл                  |
| 1991 | «Sex Drive»                                                | Джулиэн Тэмпл                  |
| 1994 | «Love Is Strong»                                           | Дэвид Финчер                   |
| 1994 | «You Got Me Rocking»                                       | Джим Гэйбл                     |
| 1994 | «Out of Tears»                                             | Джейк Скотт                    |
| 1995 | «I Go Wild»                                                | Кевин Керслэйк                 |
| 1995 | «Like a Rolling Stone» (live)                              | Майкл Гондри                   |
| 1996 | «Love in Vain»                                             | Джим Гэйбл                     |
| 1996 | «The Spider and the Fly»                                   | Джим Гэйбл                     |
| 1996 | «Wild Horses»                                              | Джим Гэйбл                     |
| 1997 | «Anybody Seen My Baby?»                                    | Сэмюэль Бейер                  |
| 1998 | «Saint of Me»                                              | Сэмюэль Бейер                  |
| 1998 | «Out of Control»                                           | Брюс Гоуэрс                    |
| 1998 | «Gimme Shelter»                                            | Брюс Гоуэрс                    |
| 1998 | «Flip the Switch»                                          |                                |
| 1999 | «Memory Motel»                                             | Брюс Гоуэрс                    |
| 2002 | «Don’t Stop»                                               | Кейл Хэгланд                   |
| 2005 | «Rough Justice»                                            | Лаурэль Харрис                 |
| 2005 | «Streets of Love»                                          | Лаурэль Харрис                 |
| 2005 | «Rain Fall Down»                                           | Юнас Окерлунд                  |
| 2010 | «Not Fade Away»                                            |                                |
| 2012 | «Doom and Gloom»                                           |                                |

## Саундтреки
| Год  | Фильм/Телесериал                                 | Альбом                                                      | Песня                                |
| ---- | ------------------------------------------------ | ----------------------------------------------------------- | ------------------------------------ |
| 1986 | «Джек-попрыгун»                                  | Jumpin' Jack Flash (Music From The Motion Picture)          | «Jumpin' Jack Flash»                 |
| 1994 | «Высокая мода»                                   | Pret-A-Porter: Music From The Motion Picture                | «Jump On Top On Me»                  |
| 2001 | «Кокаин»                                         | Blow (Music From The Motion Picture Soundtrack)             | «Can’t You Hear Me Knocking»         |
| 2007 | Californication                                  | Temptation — Music From The Showtime Series Californication | «You Can’t Always Get What You Want» |
| 2007 | «Поезд на Дарджилинг. Отчаянные путешественники» | The Darjeeling Limited (Original Soundtrack)                | «Play With Fire»                     |
| 2008 | «Двадцать одно»                                  | 21 — Music From The Motion Picture                          | «You Can’t Always Get What You Want» |
| 2012 | Not Fade Away                                    | Not Fade Away (Music From The Motion Picture)               | «Tell Me», «Parachute Woman»         |

## Совместные издания
| Год  | Описание |
| ---- | --- |
| 1969 | Give Peace A Chance / Honky Tonk Women Описание - Релиз: 1969 - Лейбл: Monogram - Формат: LP - Примечание: Совместный релиз The Rolling Stones и The Beatles. |
| 1973 | The Beatles & The Rolling Stones Описание - Релиз: 1973 - Лейбл: Joker - Формат: LP - Примечание: Совместный релиз The Rolling Stones и The Beatles.          |
| ?    | Jumpin' Jack Flash Описание - Лейбл: New Top - Формат: LP, Stereo - Примечание: Совместный релиз The Rolling Stones и Скотта Уокера.                          |

## Прочие релизы
Данный список составлен по данным Discogs.
| Год  | Название                   | Детали                                                                    |
| ---- | -------------------------- | ------------------------------------------------------------------------- |
| 1980 | Precious Stones            | Представляет собой интервью участников группы.                            |
| 1990 | Urban Jungle — Europe 1990 | Представляет собой пресс-конференцию группы.                              |
| 1996 | Loose Talk                 | Представляет собой интервью участников группы и записи пресс-конференций. |
| 2000 | Keep Your Pussies Clean!   | Представляет собой альбом, состоящий из четырёх ранее издаваемых песен.   |
| 2001 | Guten Abend Frankfurt      | Представляет собой альбом, состоящий из четырёх ранее издаваемых песен.   |
| 2011 | I’m Free Remixes           | Представляет собой сборник ремиксов песен группы                          |
| ?    | A German Affair            | Представляет собой запись песен с концерта в Германии.                    |